# Liste griechischer Phrasen/Pi

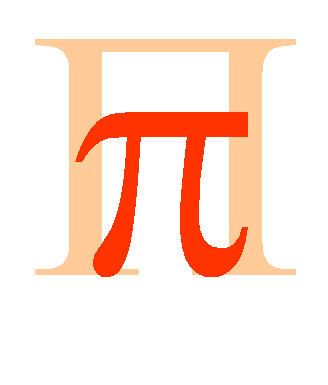
Pi

## πάθει μάθος
πάθει μάθος
páthei máthos
„Wissen durch Leiden“
Der Ausspruch geht auf Aischylos’ Agamemnon (V. 177) zurück, wo er vom Chor als Huldigung des Zeus gesungen wird. Die zugrundeliegende Textpassage „τὸν πάθει μάθος / θέντα κυρίως ἔχειν“ wurde recht unterschiedlich ins Deutsche übersetzt, unter anderem „Dass im Unglück Lehre wohnt“ (Johannes Minckwitz), oder auch „uns in Leid Lernen läßt zu seiner Zeit“ (Johann Gustav Droysen), wiewohl die Grundaussage stets als die gleiche aufzufassen ist:
„Er [sc. Zeus] setzte dies: dass aus Leid wir lernen.“ (Max Treu, mündlich)

## Παθήματα μαθήματα.
Παθήματα μαθήματα.
Pathēmata mathēmata.
„Leiden sind Lehren.“

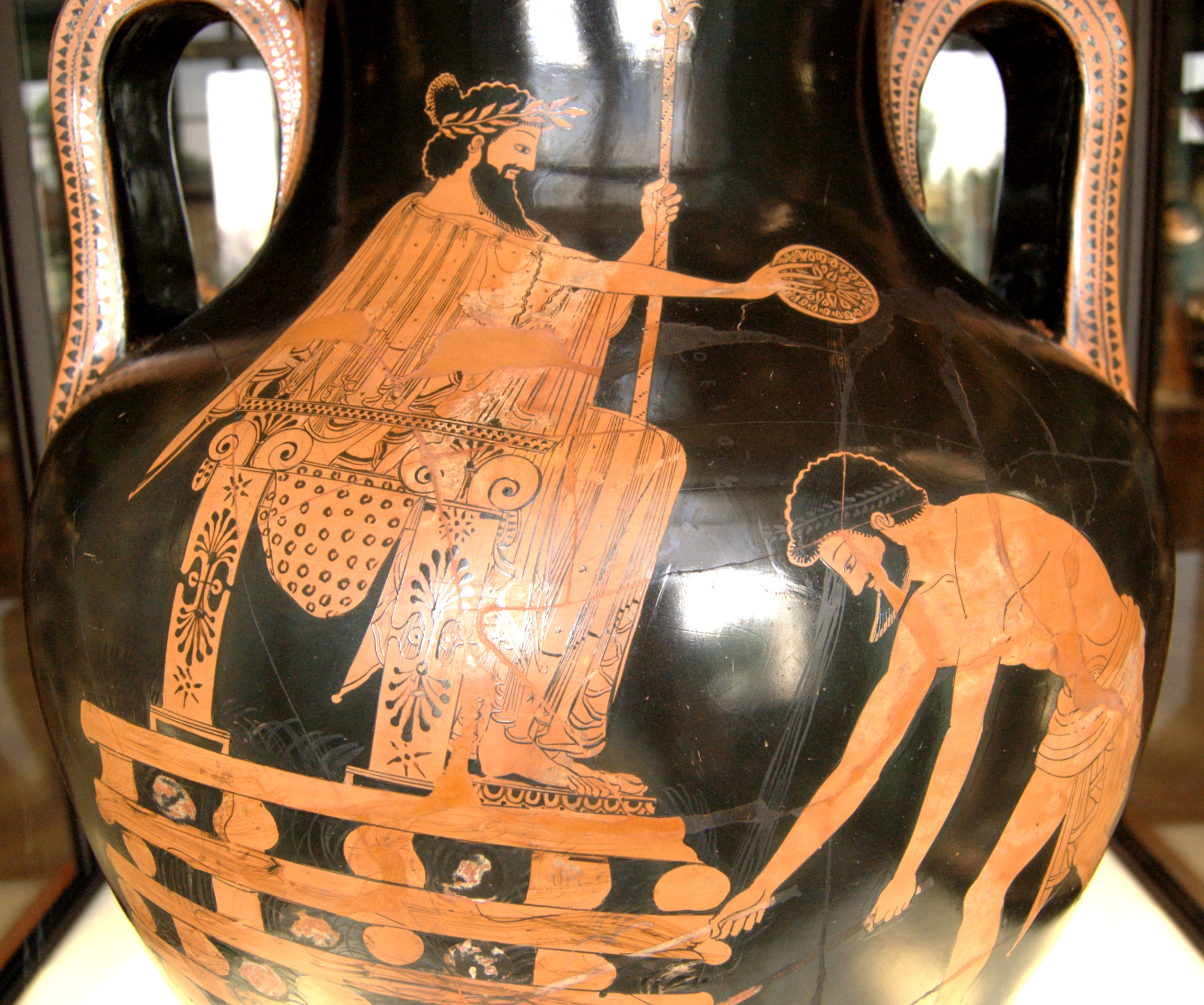
Krösus auf dem Scheiterhaufen, Amphora des Myson, Louvre Paris

Der Geschichtsschreiber Herodot lässt in seinen Historien den ins Unglück gestürzten alten Lyderkönig Kroisos zum jungen Perserkönig Kyros sagen:

«τὰ δέ μοι παθήματα ἐόντα ἀχάριτα μαθήματα γέγονε.»

„Meine Leiden, so unerfreulich sie waren, sind mir zu Lehren geworden“

Offensichtlich im Anschluss daran steht die „Moral“ der Äsopischen Fabel „Der Hund und der Koch“: „[…] dass vielfach die Leiden für die Menschen zu Lehren werden“. In dieser Fabel hat der Haushund einen fremden Hund eingeladen und führt seinen Gast in die Küche, um ihm die Speisen zu zeigen. Da der Koch aber den fremden Hund nicht kennt und glaubt, dass er stehlen wolle, prügelt er ihn aus dem Haus hinaus.
Im neutestamentlichen Brief an die Hebräer heißt es vom Hohenpriester, der aus den Menschen genommen wird und für die Menschen gegen Gott gesetzt wird, damit er für die Sünde opfere. Christus hingegen, hat, obwohl er Gottes Sohn war, doch durch sein Leiden Gehorsam gelernt:

«[…] ἔμαθεν ἀφ’ ὧν ἔπαθεν τὴν ὑπακοήν»

„[…] hat er durch das, was er gelitten hat, den Gehorsam gelernt“

## Πᾶν ἐστι ἄνθρωπος συμφορή.
Πᾶν ἐστι ἄνθρωπος συμφορή.
Pân esti anthrōpos symphorē.
„Gänzlich ist der Mensch dem Zufall unterworfen.“
Aus den Historien des Herodot. Diese Wendung findet sich im Deutschen als „Spielball der Götter“ und bezeichnet Odysseus, der in langen Irrfahrten durch die Welt fährt und von dem Willen der Götter abhängt, ob er seine Frau und seinen Sohn jemals wiedersehen kann.
Der Schriftsteller Rudolf Hagelstange nennt sein Buch über die Sagen um Troja in Anlehnung an diese Wendung „Spielball der Götter. Aufzeichnungen eines trojanischen Prinzen“. In diesem Roman geht der Trojanische Krieg zu Ende und Prinz Paris beschreibt spöttisch sein Leben. Hier ist er nicht der Weichling, als der er sonst dargestellt wird.

## Πάντα μὲν καθαρὰ τοῖς καθαροῖς.
Πάντα μὲν καθαρὰ τοῖς καθαροῖς.
Panta men kathara tois katharois.
„Den Reinen ist alles rein.“
Im Brief an Titus schreibt der Apostel Paulus zum Thema Ermahnung, gesetzliche Irrlehrer zurechtzuweisen:

„13 Unser Zeugnis ist wahr. Darum weise sie streng zurecht, damit sie im Glauben gesund werden 14 und sich nicht mehr an jüdische Fabeleien halten und an Gebote von Menschen, die sich von der Wahrheit abwenden! 15 Für die Reinen ist alles rein; für die Unreinen und Ungläubigen aber ist nichts rein, sogar ihr Denken und ihr Gewissen sind unrein.“

Auf Kreta gab es eine starke jüdische Gemeinde, die neubekehrte Christen oft verwirrte. Hier zitiert Paulus das bekannte Paradoxon, in dem ein Kreter behauptet, alle Kreter seien Lügner („Κρῆτες ἀεὶ ψεῦσται.“). Den Reinen ist alles rein; den Ungläubigen aber ist nichts rein, denn unrein ist auch ihre Gesinnung. Deshalb brauchen die Christen keine Speise-, Waschungs- und Kleidungsvorschriften.
Den Satz deutete der Philosoph Friedrich Nietzsche so um:

„‚Dem Reinen ist alles rein‘ – so spricht das Volk. Ich aber sage euch: den Schweinen wird alles Schwein!“

## Πάντα οὖν ὅσα ἐὰν θέλητε ἵνα ποιῶσιν ὑμῖν οἱ ἄνθρωποι, οὕτως καὶ ὑμεῖς ποιεῖτε αὐτοῖς.

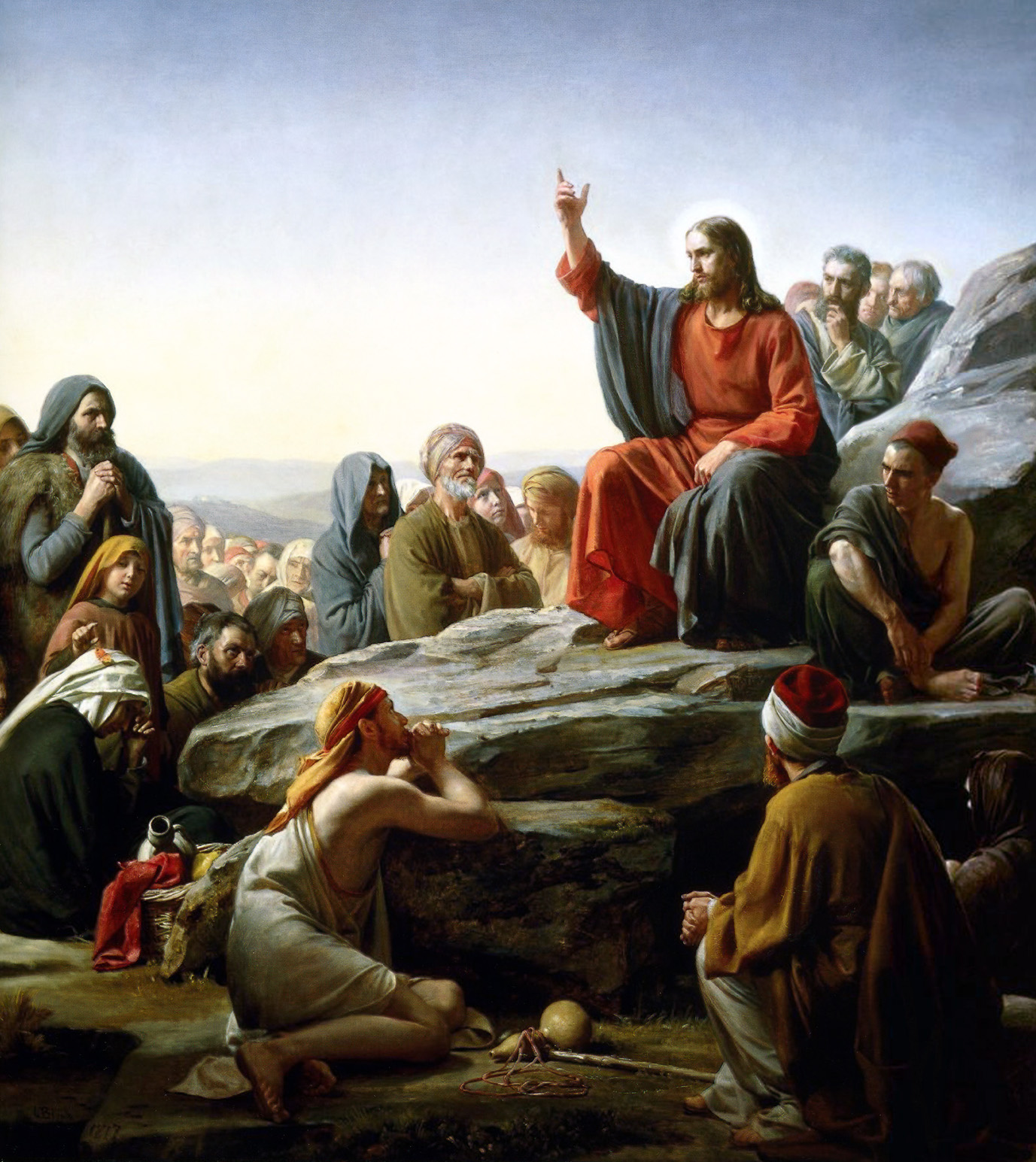
Carl Heinrich Bloch: „Die Bergpredigt“

Πάντα οὖν ὅσα ἐὰν θέλητε ἵνα ποιῶσιν ὑμῖν οἱ ἄνθρωποι, οὕτως καὶ ὑμεῖς ποιεῖτε αὐτοῖς.
Panta oun hosa ean thelēte hina poiōsin hymīn hoi anthrōpoi houtōs kai hymeis poieite autois.
„Alles nun, was ihr wollt, dass euch die Leute tun sollen, das tut ihnen auch!“
Formulierung der Goldenen Regel im Neuen Testament durch Jesus in der Bergpredigt nach dem Matthäusevangelium und – leicht abgewandelt  – nach dem Lukasevangelium. Die Goldene Regel war im Judentum nur in der negativen Fassung geläufig „Was dir unlieb ist, tue keinem anderen.“ Jesus bezeichnet seine positive Fassung als die Summe des Alten Testaments.
Die Goldene Regel ist in den meisten Weltreligionen verankert und entspricht dem deutschen Sprichwort:
„Was du nicht willst, dass man dir tu’, das füg’ auch keinem andern zu.“
Ihre Verbreitung ist offensichtlich weltweit. Doch die akademische Ethik kritisiert diese Regel, weil sie nicht berücksichtige, dass Menschen unterschiedliche Interessen haben, was dazu führen kann, dass ebendiese Regel zu absurden Konsequenzen führen kann. So könnte sich ein Masochist gerechtfertigt sehen, andere zu quälen.
Der österreichische Philosoph Helmut F. Kaplan greift bei der Beantwortung der Frage „Gibt es eine ethische Weltformel?“ Hans-Ulrich Hoches Fassung der goldenen Regel auf:
„Behandle jedermann so, wie du selbst an seiner Stelle wünschtest behandelt zu werden.“

## Πάντα ῥεῖ καὶ οὐδὲν μένει.

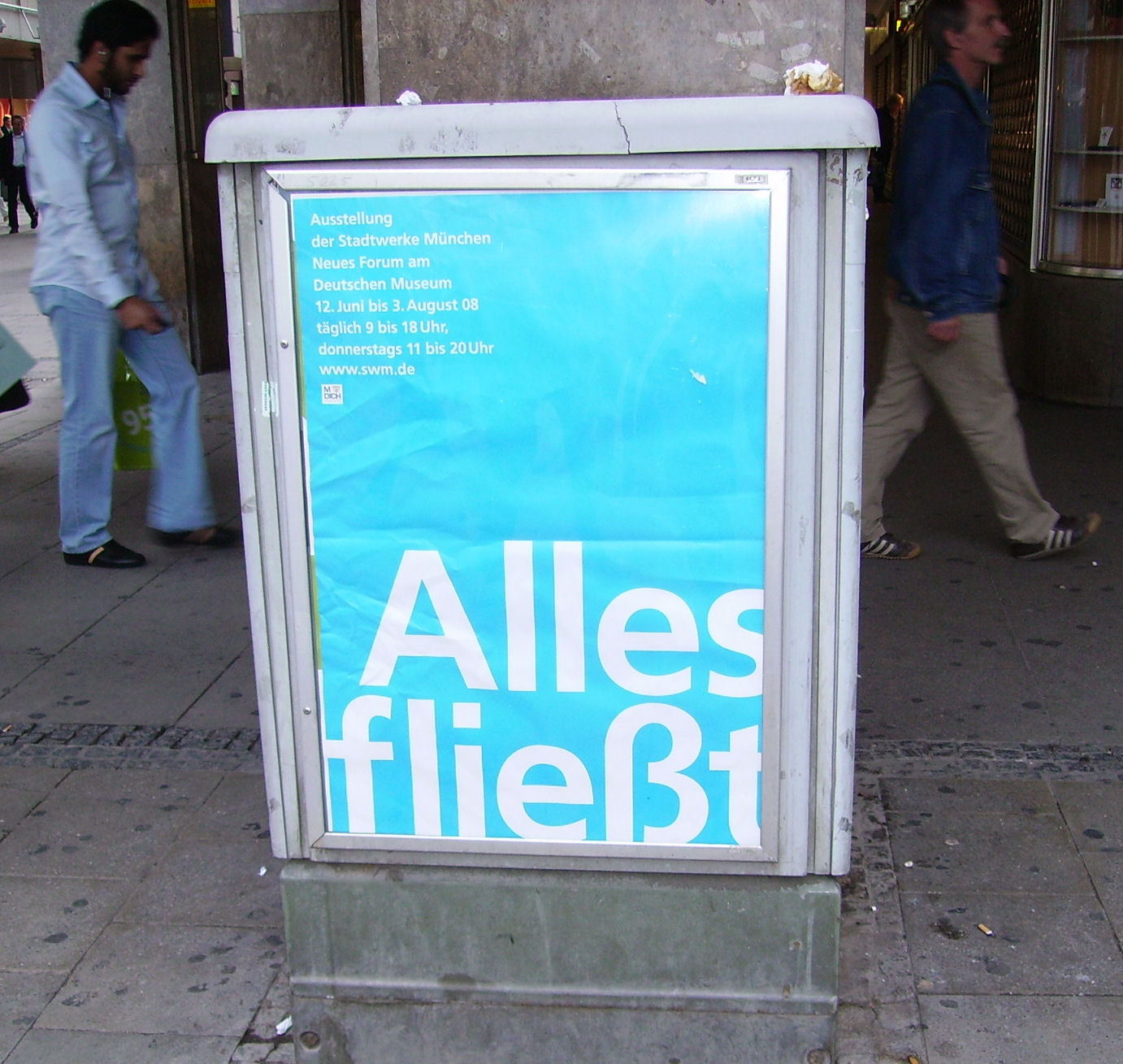
Ausstellungsplakat der Stadtwerke München

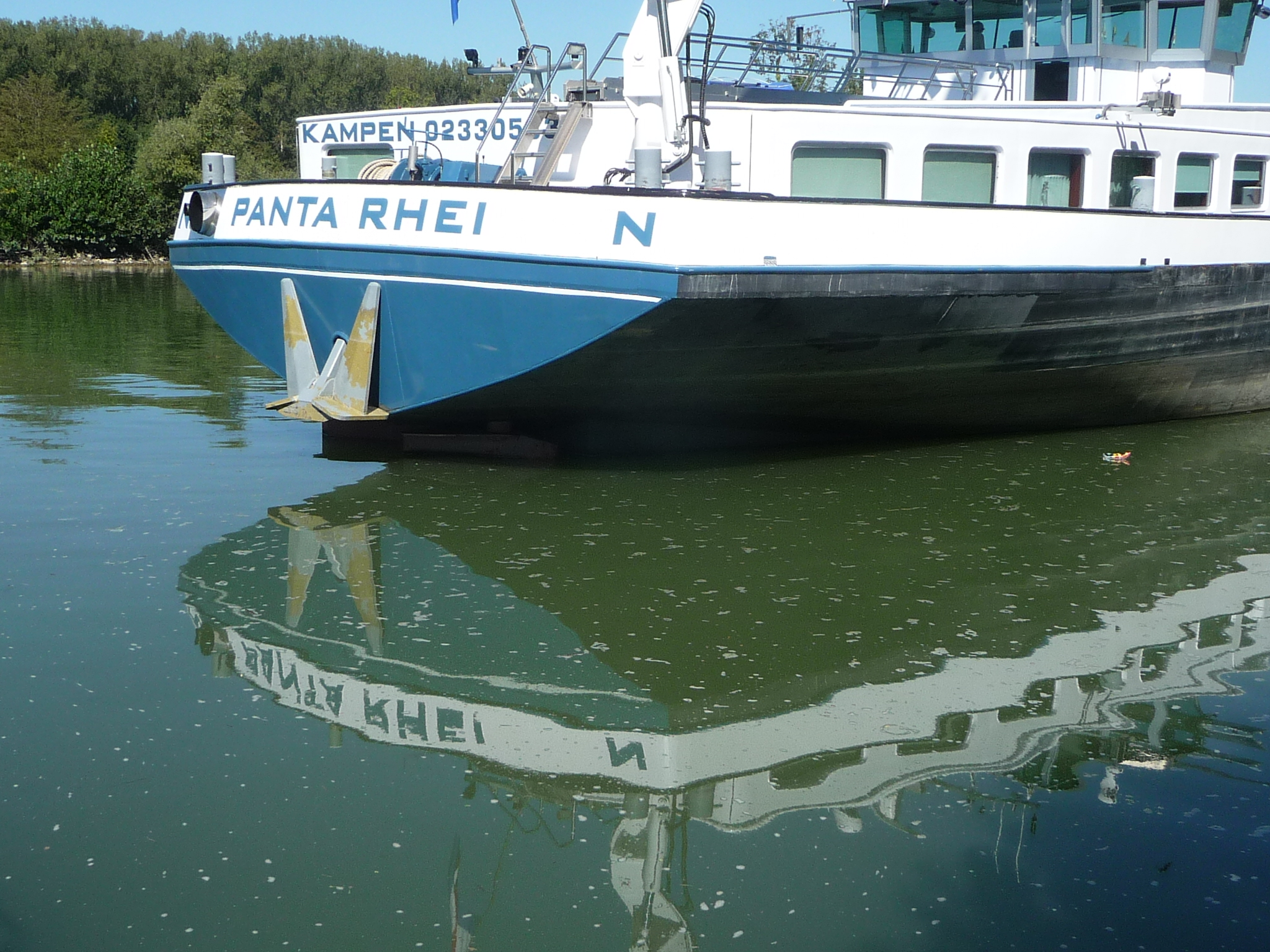
Rheinschiff „Panta Rhei n“

Πάντα ῥεῖ καὶ οὐδὲν μένει.
Panta rhei kai ouden menei.
„Alles fließt und nichts bleibt.“
Diktum, das verkürzt mit panta rhei wiedergegeben wird und auf 3 Äußerungen des Philosophen Heraklit basiert – den sogenannten Flussfragmenten:
Fragment 1:

«Ποταμοῖσι τοῖσιν αὐτοῖσιν ἐμβαίνουσιν ἕτερα καὶ ἕτερα ὕδατα ἐπιρρεῖ.»

„Wer in denselben Fluss steigt, dem fließt anderes und wieder anderes Wasser zu.“

Fragment 2:

«Ποταμοῖς τοῖς αὐτοῖς ἐμβαίνομέν τε καὶ οὐκ ἐμβαίνομεν, εἶμέν τε καὶ οὐκ εἶμεν.»

„Wir steigen in denselben Fluss und doch nicht in denselben, wir sind es und wir sind es nicht.“

Fragment 3:

«Ποταμῷ οὐκ ἔστιν ἐμβῆναι δὶς τῷ αὐτῷ.»

„Man kann nicht zweimal in denselben Fluss steigen.“

In der Form panta rhei wird es nur beim Philosophen Simplikios zitiert. Die Verbindung zu Heraklit wird durch Platon hergestellt, der den Satz in einer sprachlich anderen Form anführt:

«Πάντα χωρεῖ καὶ οὐδὲν μένει.»

„Pánta chorei kaì oudèn ménei“

„Alles bewegt sich fort und nichts bleibt.“

Weiter sagt er, Heraklit vergleiche das Sein mit einem Fluss, indem er sage, niemand könne zweimal in denselben Fluss steigen.
Vor allem auf Fragment 3 bezog sich Goethe in seinem Gedicht Dauer im Wechsel:
Gleich mit jedem Regengusse

Ändert sich dein holdes Tal,

Ach, und in demselben Flusse,

Schwimmst du nicht zum zweitenmal.
Der Kulturhistoriker Oswald Spengler schrieb gleichfalls in Bezug auf Fragment 3 in einem Aufsatz über Heraklit zum Thema „Panta rei als formales Prinzip der organischen Natur“:

„Dieser Gedanke hat, wie es einer allgemeinen Neigung Heraklit gegenüber entspricht, eine moralisierende, den einfachen Sinn ganz aufhebende Auslegung erfahren. Schuster erklärt ihn so, daß »kein Ding in der Welt dem schließlichen Untergang entgehe« (S. 201 f.) und Lassalle zitiert als Seitenstück den Vers: »Alles, was entsteht, ist wert, daß es zugrunde geht« (I S. 374).“

Außerdem stellte Spengler darin fest:

„Die Verwandlung selbst entgeht niemandem, nur ihr Gesetz ist verborgen.“

## παρὰ δόξαν
παρὰ δόξαν
para doxan
„gegen die Lehrmeinung“
Ein Paradoxon (παράδοξον) beziehungsweise eine Paradoxie (παραδοξία paradoxia) ist ein scheinbarer oder unauflösbarer unerwarteter Widerspruch. Para doxan oder Paradoxon bedeutet so viel wie „wider Erwarten“ oder „wider das Gewohnte“. Paradox sind Behauptungen, die dem Gewohnten widersprechen. Paradoxa bringen das Individuum dazu, Annahmen über sich selbst und die Welt zu überprüfen.
Bekannte Paradoxa sind die des Zenon von Elea wie beispielsweise das von Achilles und der Schildkröte oder das Pfeil-Paradoxon. Ein Spezialfall ist das Paradoxon des Epimenides: Ein Kreter behauptet, dass alle Kreter lügen („Κρῆτες ἀεὶ ψεῦσται“).

## Παρὰ τούτοις εἶναι μᾶλλον πρῶτος ἢ παρὰ Ῥωμαίοις δεύτερος.

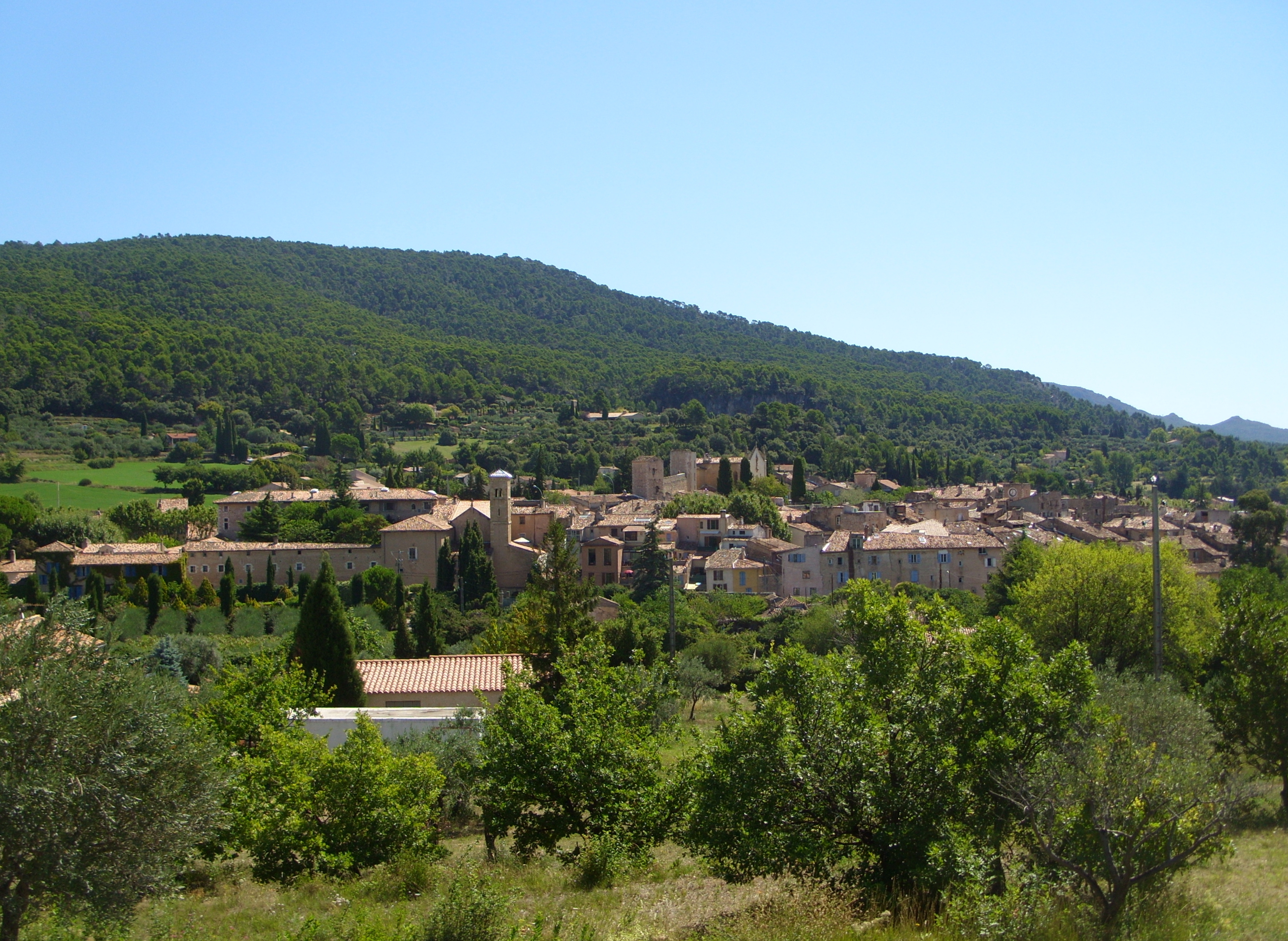
Aups heute

Παρὰ τούτοις εἶναι μᾶλλον πρῶτος ἢ παρὰ Ῥωμαίοις δεύτερος.
Para toutois einai mallon prōtos ē para Rhōmaiois deuteros.
„Lieber der Erste hier sein als der Zweite in Rom!“
Lateinisch: Mallem hic primus esse quam Romae secundus.
Im Jahr 61 v. Chr. befand sich Gaius Iulius Caesar auf dem Weg nach Spanien, um dort seine Statthalterschaft anzutreten. Wie Plutarch überliefert, kam er auf der Reise auch an einem kleinen elenden Bergdorf vorbei. Als einer seiner Begleiter scherzhaft bemerkte, auch hier gebe es Machtkämpfe, seufzte Caesar:
„Und ich möchte lieber unter diesen der erste als in Rom der zweite sein.“
Möglicherweise bezieht sich diese Anekdote auf Aups, heute eine französische Gemeinde im Département Var in der Region Provence-Alpes-Côte d’Azur mit heute rund 1.900 Einwohnern.

## παραχαράττειν τὸ νόμισμα
παραχαράττειν τὸ νόμισμα
paracharattein to nomisma
„Umprägen der Norm“
Als leitender Beamter der Münzanstalt von Sinope soll der Vater des Philosophen Diogenes Falschmünzerei betrieben haben und sei deswegen ausgewiesen worden. Auch Diogenes selbst soll sich daran beteiligt haben.
Doch dieser bei dem Philosophiehistoriker Diogenes Laertios verwendete Begriff wirft Fragen auf. :Paracharattein to nomisma kann nämlich auch übertragen als „Umprägen der alten Werte“ gedeutet werden.
Der Schweizer Altphilologe Kurt Steinmann schreibt unter der Überschrift Falschmünzer oder Umpräger? Diogenes, der philosophische Clown:

«Im Ausdruck ‹paracharattein to nomisma› findet das Quer- und Alternativdenken des Philosophen in der Tonne eine umfassende und einprägsame Formel. Seine Philosophie erklärt die im Laufe der Zeit entstandenen, allseits anerkannten Normen und Konventionen für ungültig und setzt so an ihre Stelle die ursprünglichen, unverfälschten Lebensregeln. Sokrates bezeichnete seine Tätigkeit, inspiriert vom Beruf seiner Mutter, als ‹Hebammenkunst›, Diogenes, vom Arbeitsfeld seines Vaters ausgehend, als ‹Umprägen der Münze›. Beide beriefen sich dabei auf göttlichen Auftrag.»

## Παρελθάτω ἀπ’ ἐμοῦ τὸ ποτήριον τοῦτο·

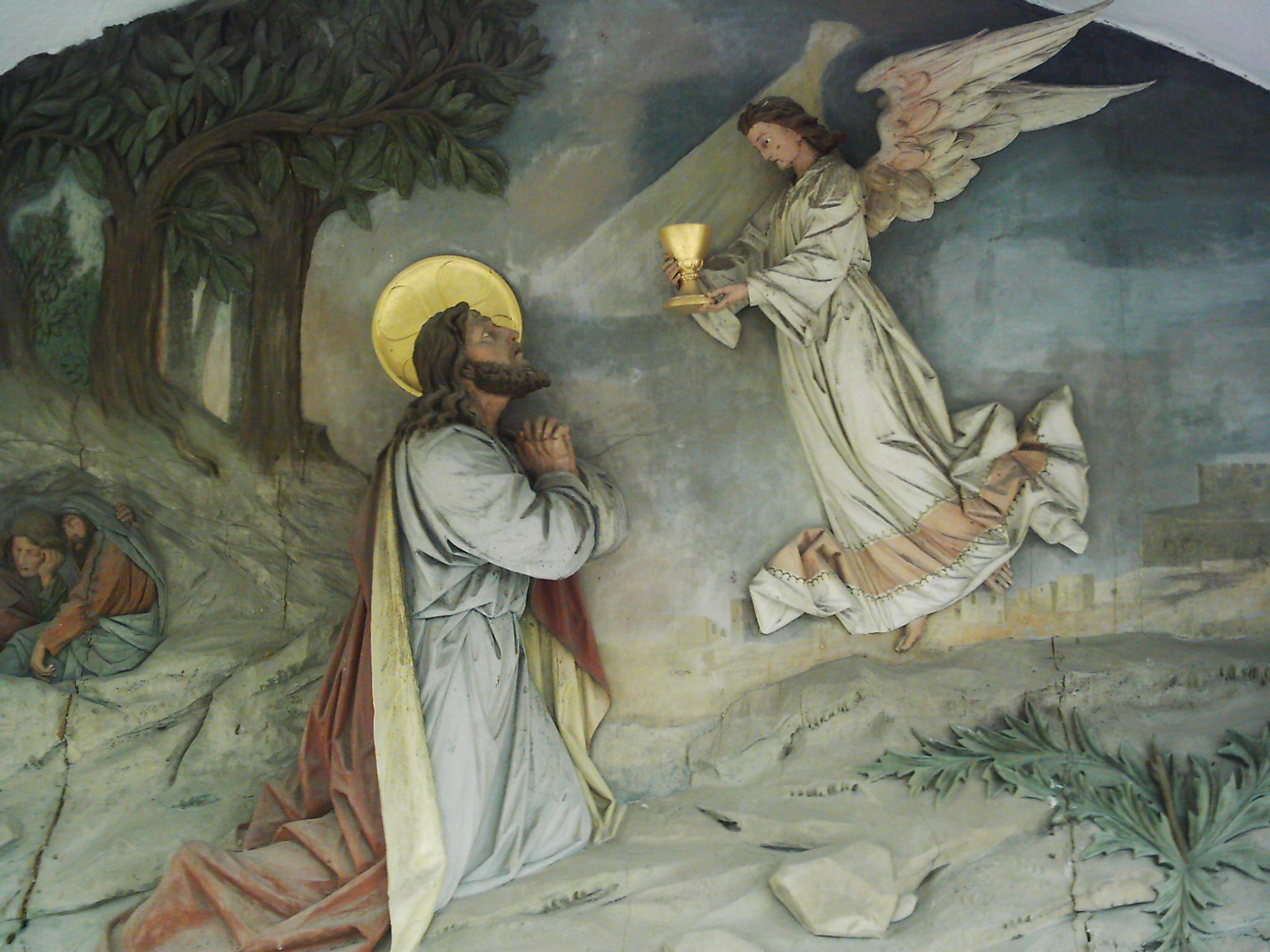
„Lass diesen Kelch an mir vorübergehen!“

Παρελθάτω ἀπ’ ἐμοῦ τὸ ποτήριον τοῦτο·
Parelthatō ap’ emou to potērion touto;
„Dieser Kelch gehe an mir vorüber!“
Laut dem Matthäusevangelium betete Jesus am Ölberg:

«πάτερ μου, εἰ δυνατόν ἐστιν, παρελθάτω ἀπ’ ἐμοῦ τὸ ποτήριον τοῦτο·»

„Mein Vater, wenn es möglich ist, gehe dieser Kelch an mir vorüber.“

Jesus bezog sich dabei auf die antike Sitte, einen Kelch umgehen zu lassen. Wenn saurer Wein herumgereicht wurde, ließ man gern den Kelch an sich vorübergehen.
Dietrich Bonhoeffer schrieb in seinem Lied „Von guten Mächten“, das er in seinem Brief vom 19. Dezember 1944 aus dem Gefängnis an seine Verlobte Maria von Wedemeyer ihr und den Eltern und Geschwistern als Weihnachtsgruß sandte:
Und reichst Du uns den schweren Kelch, den bittern

des Leids, gefüllt bis an den höchsten Rand,

so nehmen wir ihn dankbar ohne Zittern

aus Deiner guten und geliebten Hand.

## Πᾶς ἐρρίφθω κύβος.
Πᾶς ἐρρίφθω κύβος.
Pās erriphtō kybos.
„Jeder Würfel sei geworfen!“
Wendung aus dem Lob der Torheit, einem der bekanntesten Werke des niederländischen Humanisten Erasmus von Rotterdam, wo der ganze gemischt lateinisch-griechische Satz folgendermaßen lautet:

“Amat Fortuna parum cordatos, amat audaciores et quibus illud placet. Πᾶς ἐρρίφθω κύβος.”

„Fortuna liebt die weniger Vernünftigen, liebt die Wagemutigeren und denen dieses Wort gefällt. Jeder Würfel sei geworfen!“

Unverkennbar ist der Anklang an Cäsars berühmten Ausspruch «Ἀνερρίφθω κύβος» (lateinisch: Alea iacta est).

## Πᾶσα γυνὴ χόλος ἐστίν·

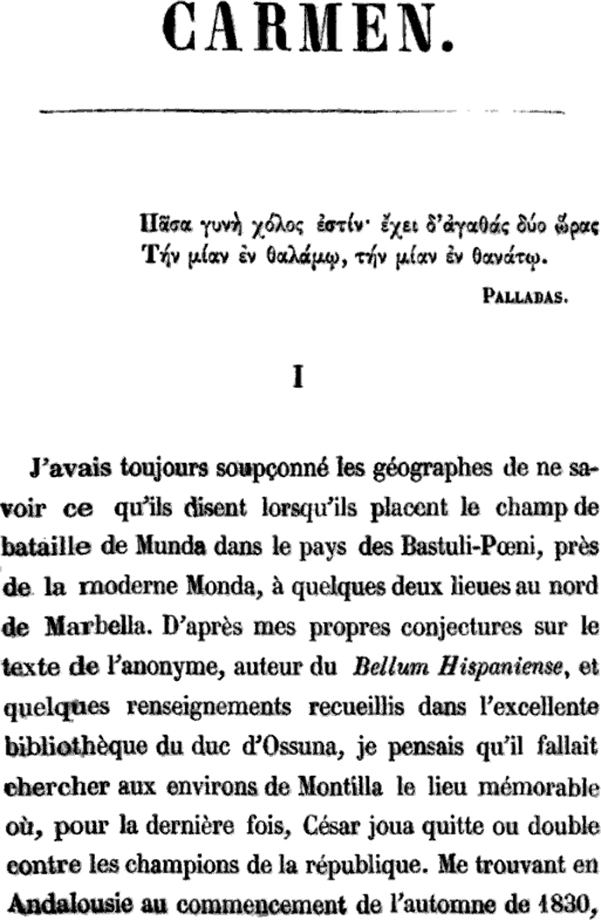
Prosper Mérimées Carmen

Πᾶσα γυνὴ χόλος ἐστίν· ἔχει δ’ ἀγαθὰς δύο ὥρας·
τὴν μίαν ἐν θαλάμῳ, τὴν μίαν ἐν θανάτῳ.
Pāsa gynē cholos estin; echei d’ agathas dyo hōras:
tēn mian en thalamō, tēn mian en thanatō.
„Jede Frau ist wie Galle, doch hat sie zwei gute Stunden:
eine im Hochzeitsbett, die andere dann im Tod.“
Frauenfeindliche Aussage des griechischen Epigrammatikers Palladas von Alexandria, mit der Prosper Mérimée seine Novelle über die junge Zigeunerin Carmen als Definition der Femme fatale einleitet.
Die Rahmenhandlung erzählt von Mérimées Reise durch Andalusien, wo er einem Mann begegnet, der ein gesuchter Mörder ist. Der Baske José Lizarrabengoa hat im Streit seinen Gegner in einem Spiel getötet und musste aus seiner Heimat fliehen. Er kommt nach Andalusien, und als Unteroffizier im Wachkommando an der Tabakfabrik von Sevilla arbeitend, trifft er zum ersten Mal auf die junge Zigeunerin Carmen, die sein Leben auf tragische Weise verändern soll.
Siehe auch Θάλασσα καὶ πῦρ καὶ γυνή, κακὰ τρία. („Meer, Feuer und Frauen, drei Übel.“)

## Πάτερ, ἥμαρτον.

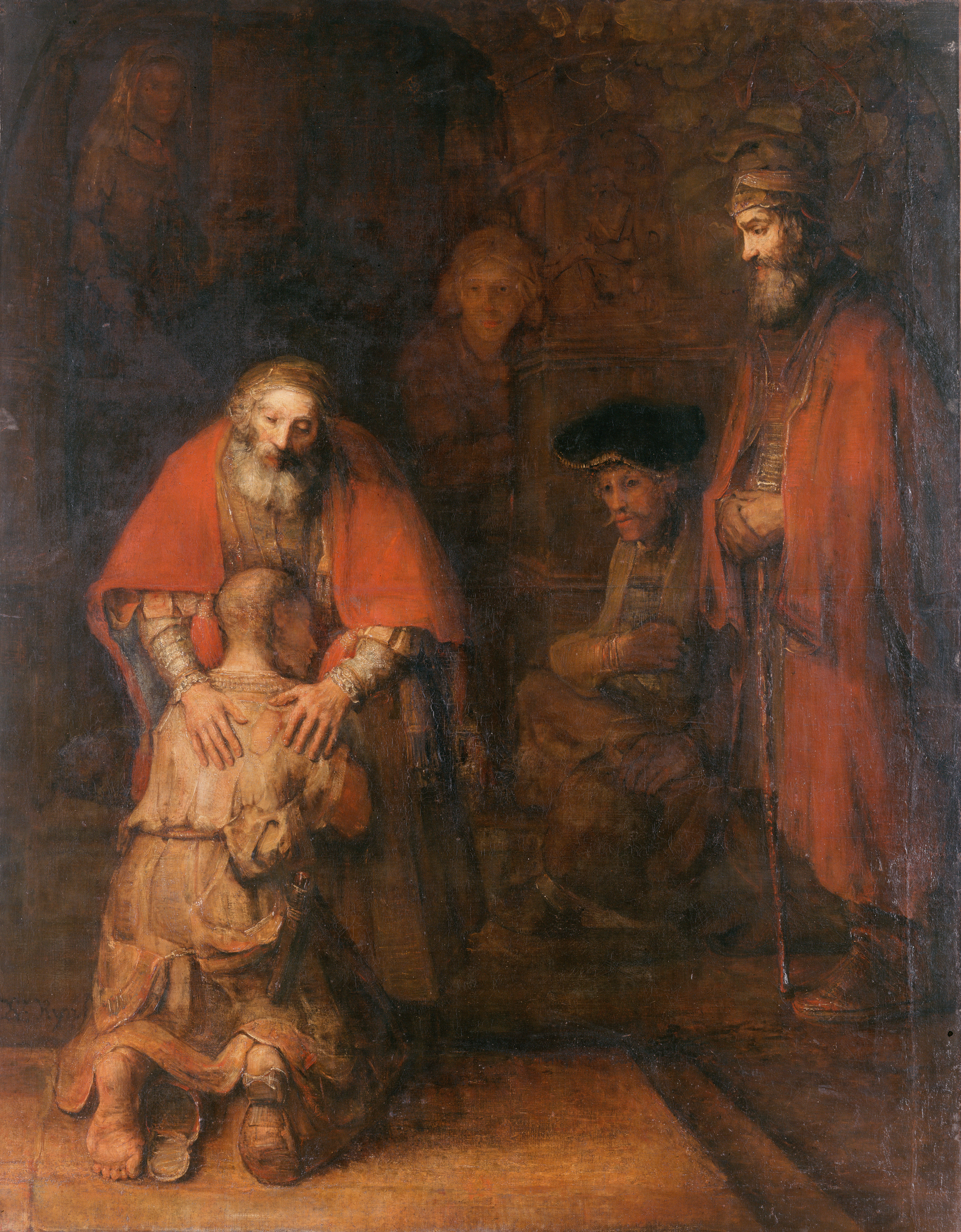
Rembrandt: Die Rückkehr des verlorenen Sohnes

Πάτερ, ἥμαρτον εἰς τὸν οὐρανὸν καὶ ἐνώπιόν σου.
Pater, hēmartōn eis ton ouranon kai enōpion sou.
„Vater, ich habe gesündigt gegen den Himmel und vor dir.“
Lateinisch: „Pater, peccavi in caelum et coram te.“
Worte des verlorenen Sohnes bei der Rückkehr zu seinem Vater. In neueren Übersetzungen wird dieses Gleichnis Jesu auch als Gleichnis von den beiden Söhnen bzw. Von der Liebe des Vaters bezeichnet.
Ein junger Mann verlangt von seinem Vater sein Erbteil. Sobald er sein Geld erhalten hat, geht er fort und verprasst es. Zum Bettler herabgesunken, hungert er so, dass er reumütig zum Vater zurückkehren will, um ihn um eine Stelle als Tagelöhner zu bitten. Der Vater ist jedoch so froh über die Rückkehr des verlorenen Sohnes, dass er ihn festlich einkleidet und für ihn ein großes Fest veranstaltet. Als sich der ältere Sohn über das Verhalten des Vaters beklagt, entgegnet dieser:
„Du bist immer bei mir gewesen, was mein ist, ist dein. Freue dich über die Rückkehr deines Bruders, der tot war und wieder lebendig geworden ist.“
In vielen Familien erhält das Sorgenkind mehr offene oder heimliche Zuneigung, was von den Geschwistern meist nicht verstanden wird.

## Πάτερ ἡμῶν
Πάτερ ἡμῶν
Pater hēmōn
„Vater unser“
Beginn des Vaterunsers im griechischen Original aus der Bergpredigt im Matthäusevangelium. Zuvor heißt es vom richtigen Beten:

„7 Wenn ihr betet, sollt ihr nicht plappern wie die Heiden, die meinen, sie werden nur erhört, wenn sie viele Worte machen. 8 Macht es nicht wie sie; denn euer Vater weiß, was ihr braucht, noch ehe ihr ihn bittet. 9 So sollt ihr beten: […]“

| Bild (∗)                                                                          | Bitte       | Anmerkungen |
| --------------------------------------------------------------------------------- | ----------- | --- |
| Teil 1 eines in 8 Tafeln unterteilten Holzschnittes von Lucas Cranach dem Älterem | Anrede      | „Vater unser im Himmel,“ Πάτερ ἡμῶν ὁ ἐν τοῖς οὐρανοῖς Pater hēmōn ho en tois ouranois Lateinisch: Pater noster, qui es in caelis: „Vater“ ist die Übersetzung des aramäischen Wortes „Abba“ und bezeichnet ein inniges Verhältnis. Diese Anrede ist nach Meinung des Theologen Heinz Schürmann die Seele dieses Gebetes und sollte vor jeder Bitte mitgedacht werden. Es wird hier kein Gottesattribut genannt (wie zum Beispiel erhabener oder allmächtiger Gott), sondern nur die vertraute Anrede Vater. |
| Teil 2 eines in 8 Tafeln unterteilten Holzschnittes von Lucas Cranach dem Älterem | 1. Bitte    | „geheiligt werde dein Name.“ (Eröffnungswunsch: Bitte um geistliche Güter) ἁγιασθήτω τὸ ὄνομά σου hagiasthēto to onoma sou; Lateinisch: sanctificetur Nomen Tuum; Die erste von zwei Bitten, die Gott selber betreffen. Sein Name soll in der Welt geehrt werden. Die Bitte, Gott selbst mögen seinen Namen heiligen, ist sehr knapp gehalten. Es ist kein Lobpreis, wie bei vielen jüdischen Gebeten, die mit einem Lob Gottes eröffnet werden. |
| Teil 3 eines in 8 Tafeln unterteilten Holzschnittes von Lucas Cranach dem Älterem | 2. Bitte    | „Dein Reich komme.“ (Zentralbitte) ἐλθέτω ἡ βασιλεία σου elthetō hē basileia sou Lateinisch: adveniat Regnum Tuum; Die Bitte, die Herrschaft Gottes soll bald anbrechen, ist ebenfalls sehr knapp gehalten. Das griechische βασιλεία (basileia) kann nicht nur mit „Reich“, sondern auch mit „Königtum“ übersetzt werden, wodurch der doppelte Sinn dieser Bitte deutlicher wird. |
| Teil 4 eines in 8 Tafeln unterteilten Holzschnittes von Lucas Cranach dem Älterem | 3. Bitte    | „Dein Wille geschehe, wie im Himmel so auf Erden.“ γεννηθήτω τὸ θέλημά σου, ὡς ἐν οὐρανῷ καὶ ἐπὶ τῆς γῆς gennēthētō to thelēma sou, hōs en ouranō kai epi tēs gēs; Lateinisch: fiat voluntas Tua, sicut in caelo, et in terra. Wenn die Herrschaft Gottes angebrochen ist, wird auch der Wille Gottes uneingeschränkt geschehen. Bitte um die Erfüllung des Gotteswillens. Jüdische Gebete enthalten die Aufforderungen, den Willen Gottes zu tun. Diese Bitte ist die letzte der drei Bitten um geistliche Güter. |
| Teil 5 eines in 8 Tafeln unterteilten Holzschnittes von Lucas Cranach dem Älterem | 4. Bitte    | „Unser tägliches Brot gib uns heute.“ τὸν ἄρτον ἡμῶν τὸν ἐπιούσιον δὸς ἡμῖν σήμερον ton arton hēmōn ton epiousion dos hēmin sēmeron; Lateinisch: Panem nostrum cotidianum da nobis hodie; Erst nach diesen Bitten werden die Bedürfnisse der Menschen angesprochen. Die Bedeutung von täglich (ἐπιούσιον) ist ungewiss. Es kann „für den folgenden Tag bestimmt“ aber auch „notwendig“ bedeuten. Mit dieser Bitte beginnen die Bitten um leibliche Güter. |
| Teil 6 eines in 8 Tafeln unterteilten Holzschnittes von Lucas Cranach dem Älterem | 5. Bitte    | „Und vergib uns unsere Schuld, wie auch wir vergeben unseren Schuldigern.“ καὶ ἄφες ἡμῖν τὰ ὀφειλήματα ἡμῶν, ὡς καὶ ἡμεῖς ἀφίεμεν τοῖς ὀφειλέταις ἡμῶν kai aphes hēmin ta opheilēmata hēmōn, hōs kai hēmeis aphiemen tois opheiletais hēmōn; Lateinisch: et dimitte nobis debita nostra, sicut et nos dimittimus debitoribus nostris; Es handelt sich hier um eine Bitte um Abwendung des Bösen. Die Vergebung wird nur denen gewährt, die anderen vergeben. Die genaue Übersetzung besagt eigentlich: „Und erlass uns unsere Schulden.“ |
| Teil 7 eines in 8 Tafeln unterteilten Holzschnittes von Lucas Cranach dem Älterem | 6./7. Bitte | „Und führe uns nicht in Versuchung, sondern erlöse uns von dem Bösen.“ καὶ μὴ εἰσενέγκῃς ἡμᾶς εἰς πειρασμόν, ἀλλὰ ῥῦσαι ἡμᾶς ἀπὸ τοῦ πονηροῦ. kai me eisenengkēs hēmas eis peirasmon, alla rhysai hēmas apo tou ponērou. Lateinisch: et ne nos inducas in tentationem; sed libera nos a Malo. Zum Schluss wird in einer Bitte um Abwendung des Bösen um Bewahrung vor Prüfungen gebetet, die den Glauben schwächen könnten. Im Jakobusbrief heißt es dazu: „13 Keiner, der in Versuchung gerät, soll sagen: Ich werde von Gott in Versuchung geführt. Denn Gott lässt sich nicht zum Bösen versuchen, er führt aber auch selbst niemanden in Versuchung. 14 Vielmehr wird jeder von seiner eigenen Begierde in Versuchung geführt, die ihn lockt und fängt.“ |
| Teil 8 eines in 8 Tafeln unterteilten Holzschnittes von Lucas Cranach dem Älterem | Schluss     | „Denn dein ist das Reich und die Kraft und die Herrlichkeit in Ewigkeit.“ (Lobpreis) ὅτι σοῦ ἐστιν ἡ βασιλεία καὶ ἡ δύναμις καὶ ἡ δόξα εἰς τοὺς αἰῶνας Oti sou estin hē basileia kai hē dynamis kai hē doxa eis tous aiōnas; Mit dem Schluss wird bekannt, dass Gott allein die Macht hat, die Bitten zu erfüllen. Dieser Lobpreis wurde erst später hinzugefügt. Die frühchristlichen Gemeinden ahmten dabei wohl die Juden nach, die ihre großen Gebete mit einem Lobpreis beendeten. Seitdem sich die katholischen und die protestantischen Bischöfe auf einen ökumenischen Text geeinigt haben, beten auch die Katholiken das Vaterunser mit diesem Zusatz. Auch das Amen findet sich bei Matthäus und in der frühen Kirchenordnung nicht.               |

Das Vaterunser ist doppelt überliefert – neben dem Matthäusevangelium in kürzerer Form auch im Lukasevangelium. Der heutige Text ist im Wesentlichen der Text aus dem Matthäusevangelium mit kleinen Teilen aus dem Lukasevangelium.

## πατὴρ τῆς ἱστορίας
πατὴρ τῆς ἱστορίας
patēr tēs historias
„Vater der Geschichtsschreibung“

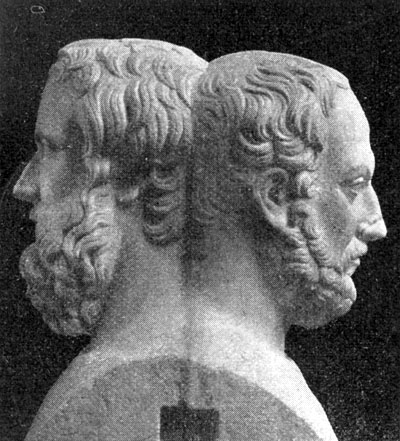
Doppelherme von Herodot und Thukydides

Laut Marcus Tullius Cicero war Herodot der Vater der Geschichtsschreibung („pater historiae“):

“apud Herodotum patrem historiae”

„bei Herodot, dem Vater der Geschichtsschreibung“

Geschichtsschreibung im engeren Sinne beginnt mit den griechischen Geschichtsschreibern wie Herodot, Thukydides, Xenophon, Diodor und Polybios. Ist bei Herodot Historisches noch stark mit Mythologischem verwoben, obwohl Herodot auch betont, dass die Handlungen der Menschen den Lauf der Geschichte bestimmen, so ist bei den meisten Nachgenannten überwiegend eine Beschreibung des Tatsächlichen zu erkennen.
Herodot nannte sein Geschichtswerk ἱστορίαι (historíai, „Erkundungen, Darstellungen“) – dem Ursprung von „Historie“. Darin erwähnte er wiederholt sein mündliches Forschen und Fragen. Er betonte, dass er nur von Zusammenhängen berichte, die er selbst erforscht habe. Thukydides ging noch systematischer vor, wobei sich dies offenbar auch gegen Herodot richtete. Herodots Thema sind vor allem die Perserkriege, in deren Zusammenhang weite Teile der Bevölkerung des antiken Griechenlands eine Art von „Gemeinschaftsgefühl“ entwickelten. Die Historien des Herodot enthalten wertvolle Informationen, vor allem in ethnographischer und geografischer Hinsicht, teils berichtete Herodot aber auch recht unreflektiert. Aufgrund einiger Fehler ist der Wert Herodots in der modernen Forschung auch nicht unumstritten; manche Forscher sprechen ihm gar ab, dass er die Länder, die bereist zu haben er vorgab, je gesehen hat.

## πατὴρ τῆς πατρίδος
πατὴρ τῆς πατρίδος
patēr tēs patridos
„Vater des Vaterlands“
Pater patriae war ein römischer Ehrentitel, der vom Senat verliehen wurde und nachträglich ins Griechische übersetzt wurde. In dieser Form findet er sich auch auf Münzen, z. B. des Kaisers Hadrian.

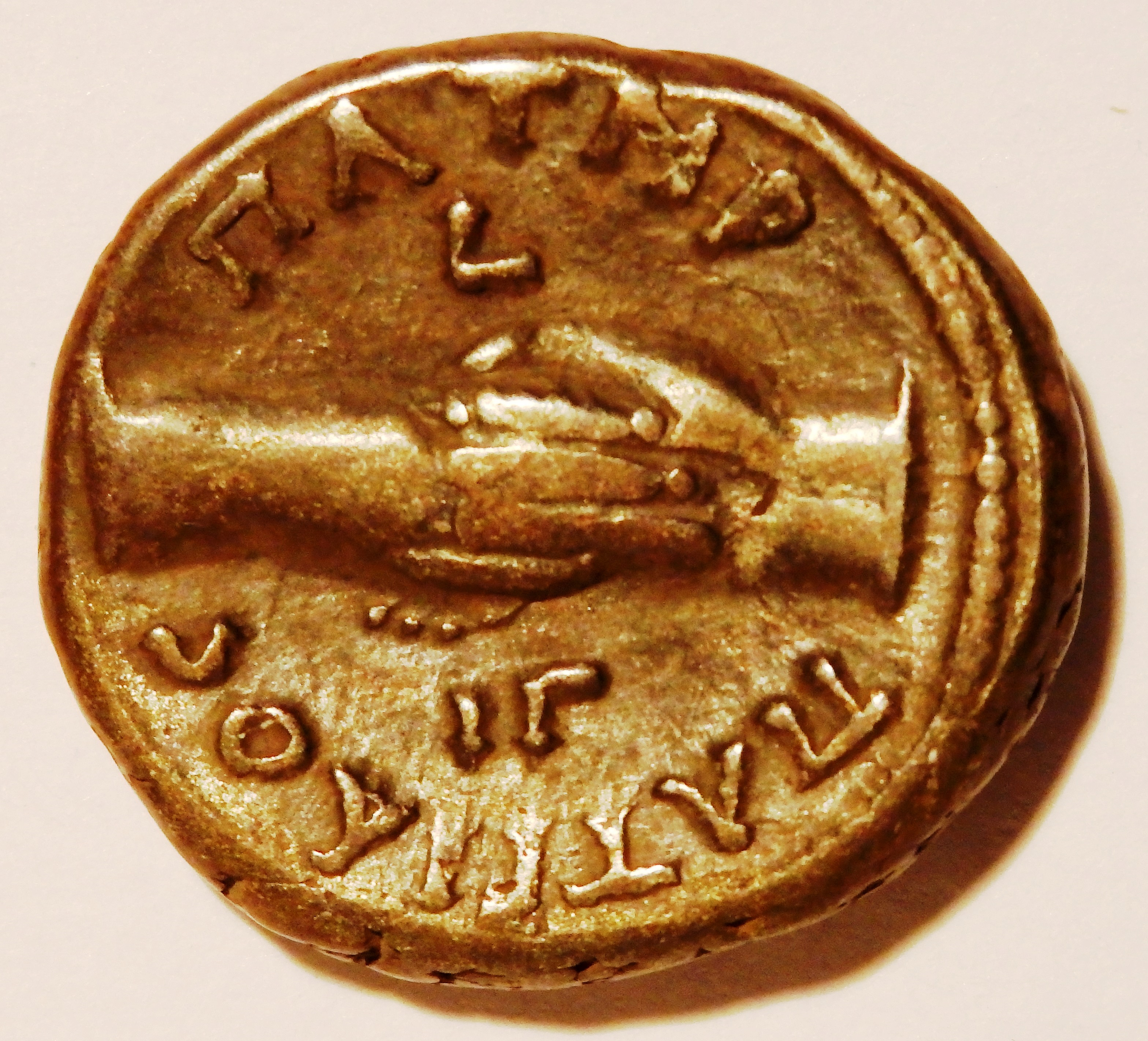
Rückseite einer Billontetradrachme für Hadrian, Beschriftung ΠΑΤΗΡ ΠΑΤΡΙΔΟϹ. Siehe auch die Vorderseite der Münze, die Hadrian im Profil zeigt.

Der Erste, der diesen Titel erhielt, war der Redner Marcus Tullius Cicero für seinen Anteil an der Unterdrückung der Verschwörung des Catilina während seines Konsulats im Jahr 63 v. Chr.
Der Senat verlieh den Titel vielen römischen Kaisern, oft erst nach vielen Jahren der Herrschaft. Die Verleihung war an die Zustimmung des zu Ehrenden gebunden, der den Titel auch ablehnen konnte. Zum Beispiel erwähnt der Geschichtsschreiber Sueton, dass Nero das erste Angebot im ersten Jahr seiner Herrschaft aufgrund seiner Jugend ablehnte.

## Παχεῖα γαστὴρ λεπτὸν οὐ τίκτει νόον.
Παχεῖα γαστὴρ λεπτὸν οὐ τίκτει νόον.
Pacheia gastēr lepton ou tiktei noon.
„Ein dicker Bauch bringt keinen feinen Gedanken hervor.“
Dieser Satz wird zitiert in den Schriften des Arztes Galenos. Eine lateinische Version dieses griechischen Sprichworts findet sich beim Kirchenvater Hieronymus:

“Pinguis venter non gignit sensum tenuem.”

„Ein fetter Bauch bringt keinen feinen Sinn hervor.“

Davon abgeleitet ist der mittelalterliche Spruch:

“Plenus venter non studet libenter.”

„Ein voller Bauch studiert nicht gern.“

## Πειρᾶσθαι τὸ ἐν ἡμῖν θεῖον ἀνάγειν πρὸς τὸ ἐν τῷ παντὶ θεῖον.

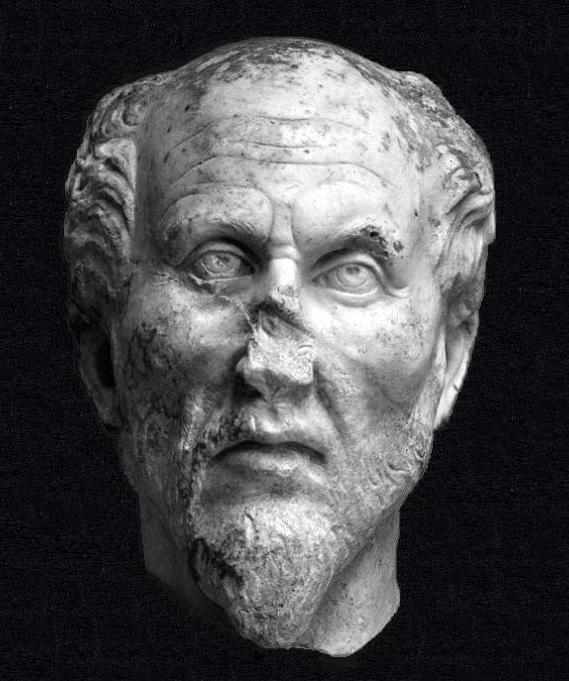
Plotin

Πειρᾶσθαι τὸ ἐν ἡμῖν θεῖον ἀνάγειν πρὸς τὸ ἐν τῷ παντὶ θεῖον.
Peirasthai to en hēmin theion anagein pros to en tō panti theion.
„Erstrebe, das Göttliche in uns dem Göttlichen in Allem zurückzugeben.“
Letzte Worte des Philosophen Plotin zu seinem Arzt und Schüler Eustochios. Plotin verbrachte seine letzten Tage zurückgezogen auf einem Gut in Kampanien. Der Philosoph und Schriftsteller Frank Schweizer schreibt darüber in seinem Buch Wie Philosophen sterben:

„Das Ziel ‚größtmögliche Vergeistigung‘ erreicht Plotin gegen Ende seines irdischen Daseins beinahe. Doch da holt ihn der viel geschmähte Leib wieder ein. Als ob er sich für all die Jahre der Vergessenheit rächen wollte, beförderte sein Körper den Philosophen auf fürchterliche Art und Weise in das nächste Leben. Plotin starb an Lepra, und zwar an der Unterform ‚elephantiasis Graecorum‘.“

Plotins Schüler Porphyrios berichtet über die letzten Tage seines Lehrers:

„Während ich noch bei ihm war, zeigte sich kein Symptom einer Krankheit. Aber als ich auf eine Seereise ging, wurde seine Krankheit schlimmer und bösartig (wie uns unser Freund Eustochius berichtete, der mit ihm bis zu seinem Tod blieb). Dann verlor seine Stimme an Klarheit und Klang und seine Kehle wurde immer schlimmer und er begann fast blind zu werden, seine Hände und Füße trugen Geschwüre. Seine Freunde begannen. ihn nicht mehr zu besuchen, da er die Angewohnheit hatte, sie mit einem warmen Kuss auf den Mund zu begrüßen. […] Als er am Rand des Todes war (erzählt uns Eustochius, der etwas später am Totenbett eintraf), sagte Plotin: ‚Ich habe lange auf dich gewartet‘. dann gab er noch den Rat: ‚Versuche den Gott in uns zum Göttlichen im All zurückzuführen!‘. Als er dies gesprochen hatte, kroch eine Schlange unter sein Bett, auf dem er lag, und verschwand in ein Loch in der Wand Dann atmete er seinen letzten Atemzug.“

## πεντηκοστὴ ἡμέρα
πεντηκοστὴ ἡμέρα
pentēkostē hēmera
„der fünfzigste Tag“

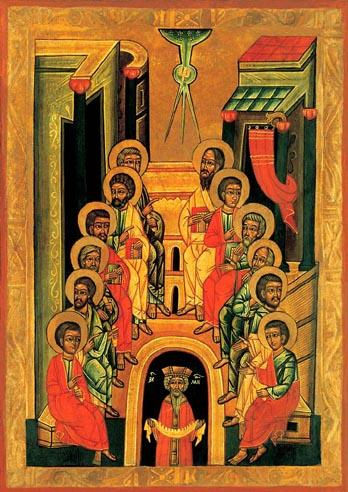
Pfingst-Ikone

Der fünfzigste Tag nach Ostern ist (bei Inklusivzählung unter Einbeziehung des Ostersonntags) der Pfingstsonntag – ein christlicher Feiertag, der gefeiert wird in Erinnerung an die Entsendung des Heiligen Geistes an die Apostel, wie sie in der Apostelgeschichte beschrieben ist, und als Gründung der Kirche gilt:

«1 Καὶ ἐν τῷ συμπληροῦσθαι τὴν ἡμέραν τῆς πεντηκοστῆς ἦσαν πάντες ὁμοῦ ἐπὶ τὸ αὐτό. 2 καὶ ἐγένετο ἄφνω ἐκ τοῦ οὐρανοῦ ἦχος ὥσπερ φερομένης πνοῆς βιαίας καὶ ἐπλήρωσεν ὅλον τὸν οἶκον οὗ ἦσαν καθήμενοι 3 καὶ ὤφθησαν αὐτοῖς διαμεριζόμεναι γλῶσσαι ὡσεὶ πυρὸς καὶ ἐκάθισεν ἐφ’ ἕνα ἕκαστον αὐτῶν, 4 καὶ ἐπλήσθησαν πάντες πνεύματος ἁγίου καὶ ἤρξαντο λαλεῖν ἑτέραις γλώσσαις καθὼς τὸ πνεῦμα ἐδίδου ἀποφθέγγεσθαι αὐτοῖς.»

„1 Als der Tag des Pfingstfestes gekommen war, waren alle zusammen am selben Ort. 2 Da kam plötzlich vom Himmel her ein Brausen, wie wenn ein heftiger Sturm daherfährt, und erfüllte das ganze Haus, in dem sie saßen. 3 Und es erschienen ihnen Zungen wie von Feuer, die sich verteilten; auf jeden von ihnen ließ sich eine nieder. 4 Und alle wurden vom Heiligen Geist erfüllt und begannen, in anderen Sprachen zu reden, wie es der Geist ihnen eingab.“

## Περὶ μὲν θεῶν οὐκ ἔχω εἰδέναι, οὔθ' ὡς εἰσὶν οὔθ' ὡς οὐκ εἰσὶν.
Περὶ μὲν θεῶν οὐκ ἔχω εἰδέναι, οὔθ' ὡς εἰσὶν οὔθ' ὡς οὐκ εἰσὶν.
Peri men theōn ouk echo eidenai, outh' hōs eisin outh' hōs ouk eisin.
„Über die Götter habe ich kein Wissen, weder, dass sie sind, noch dass sie nicht sind.“
Skeptische Feststellung der Sophisten Protagoras aus Abdera über die Götter, der weiter feststellt:
„Die Kräfte, die mich hindern, es zu wissen, sind zahlreich, und auch ist die Frage verworren und das menschliche Leben kurz.“
Aufgrund seines Bekenntnisses, nichts über die Götter wissen zu können, ist es Protagoras auch nicht möglich, Maße oder Bewertungen göttlichen Ursprungs anzugeben. Er wurde dadurch das erste Opfer einer Asebie-Klage, einer Anklage wegen Gottlosigkeit. Es wurde ihm geraten, Athen zu verlassen, bevor es zu einem Prozess kam.

## Περὶ τοῦ τῆς ἐλαίας στεφάνου.

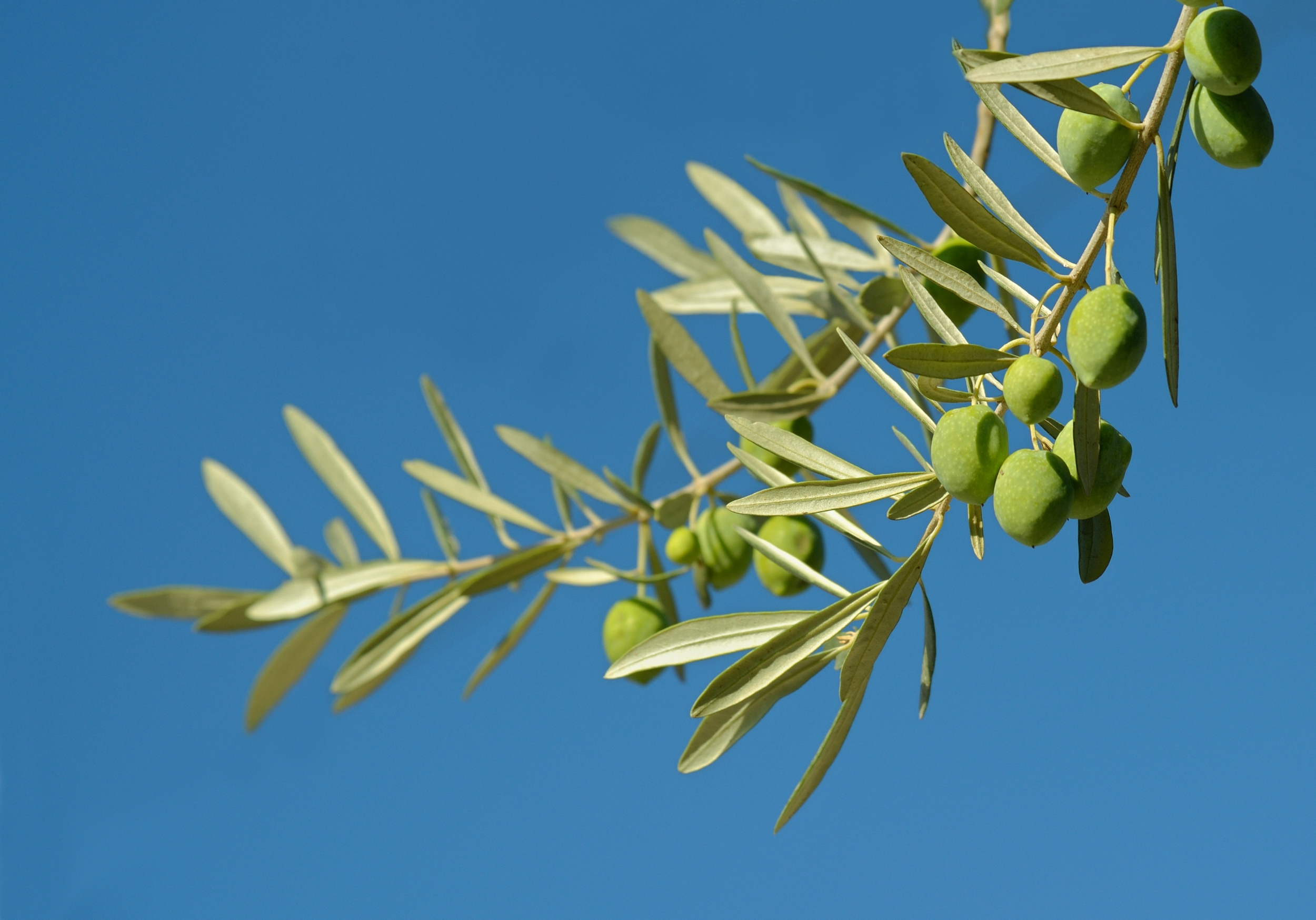
Ein Olivenzweig

Περὶ τοῦ τῆς ἐλαίας στεφάνου.
Peri tou tes elaias stephanou.
„Um den Kranz vom Ölbaum.“
Wie Herodot berichtet, kamen nach der Schlacht bei den Thermopylen einige arkadische Überläufer in das Lager der Perser, die gefragt wurden, was die Griechen jetzt nach der Niederlage machten. Sie erklärten, dass sie jetzt die Wettkämpfe der Olympischen Spiele abhalten würden. Auf die Frage, um welchen Siegespreis es dabei ginge, antworteten die Männer aus Arkadien:

„Um den Kranz vom Ölbaum.“

Als König Xerxes erfuhr, dass der Preis nicht aus Gold oder Silber bestand, soll er verwundert zu seinem Feldherrn Mardonios gesagt haben:

«Παπαί, ὦ Μαρδόνιε, […] ἐπὶ ποίους πολεμίους ἐβούλου ἐπάγειν τοὺς Πέρσας; ᾠόμην γὰρ στρατεύεσθαι ἐπὶ κακούς τε καὶ δειλούς, νῦν δ’ ἀγωνίζονται οὐ περὶ ἀργυρίου, ἀλλὰ περὶ ἀρετῆς.»

„Wehe, Mardonios, […] gegen welche Feinde wolltest du die Perser führen? Denn ich glaubte, gegen Schwächlinge und Feiglinge zu ziehen, jetzt aber kämpfen sie nicht um Silber, sondern um Tapferkeit!“

Bei Herodot selbst heißt es:

«Παπαῖ Μαρδόνιε, κοίους ἐπ’ ἄνδρας ἤγαγες μαχησομένους ἡμέας, οἳ οὐ περὶ χρημάτων τὸν ἀγῶνα ποιεῦνται ἀλλὰ περὶ ἀρετῆς.»

„Weh doch, Mardonios, gegen was für Männer hast du uns zum Kampfe geführt, die nicht um Schätze ihren Wettkampf halten, sondern um Mannestugend!“

## περικαθάρματα τοῦ κόσμου
περικαθάρματα τοῦ κόσμου
perikatharmata tou kosmou
„Abschaum der Welt“
Diese Redewendung ist die Übersetzung aus dem 1. Brief an die Korinther des Apostels Paulus. Sie bezieht sich auf die Apostel, die von der Welt verachtet werden. Das davon abgeleitete „Abschaum der Menschheit“ bezeichnet heute verächtlich kriminelle und asoziale Mitglieder der Gesellschaft.
In der Lutherbibel heißt es:

„10 Wir sind Narren um Christi willen, ihr aber seid klug in Christus; wir schwach, ihr aber stark; ihr herrlich, wir aber verachtet. 11 Bis auf diese Stunde leiden wir Hunger und Durst, sind nackt und werden geschlagen und haben keine sichere Stätte 12 und mühen uns ab mit unsrer Hände Arbeit. Schmäht man uns, so segnen wir; verfolgt man uns, so dulden wir’s; 13 verlästert man uns, so reden wir freundlich. Wir sind geworden wie der Abschaum der Menschheit, jedermanns Kehricht, bis heute.“

## Πέτρην κοιλαίνει ῥανὶς ὕδατος ἐνδελεχείῃ.
Πέτρην κοιλαίνει ῥανὶς ὕδατος ἐνδελεχείῃ.
Petrēn koilainei rhanis hydatos endelecheiē.
„Den Fels höhlt steter Wassertropfen aus.“
Im Deutschen bekannt als „Steter Tropfen höhlt den Stein.“
Dies ist ein Zitat des Dichters Choirilos von Samos, über das der Humanist Erasmus von Rotterdam in seiner Sprichwörtersammlung Adagia schreibt:

„In diesem Wort steckt die Lehre, daß Beharrlichkeit das Härteste mürbe und das Schwierigste möglich macht, ist doch etwas so Leichtes und Weiches wie der Wassertropfen imstande, den härtesten Felsen auszuhöhlen, dem man mit Geräten aus Eisen kaum beikommen kann. Plinius berichtet, daß es Kiesel gibt, die von den Füßen der Ameisen ganz abgetreten sind, und das ist für ihn das eindrucksvollste Beispiel für die Macht der Beharrlichkeit.“

Lukrez gibt diese Lehre wörtlich auf Latein wieder:

“Stilicidi casus lapidem cavat.”

„Das Fallen des Tropfens höhlt den Stein.“

Ovid fasst diesen Gedanken in seiner Ars amatoria in ein elegisches Distichon:
Quid magis est saxo durum, quid mollius unda?

Dura tamen molli saxa cavantur aqua.
Was ist härter als Fels? Was weicher als Wasser?

Dennoch werden harte Felsen vom weichen Wasser ausgehöhlt.
In seinen Briefen aus der Verbannung zitiert er diesen Satz folgendermaßen:

“Gutta cavat lapidem, consumitur anulus usu.”

„Der Tropfen höhlt den Stein aus, der Ring wird durch den Gebrauch abgenutzt.“

Viel später wurde daraus:

“Gutta cavat lapidem, non vi sed saepe cadendo.”

„Der Tropfen höhlt den Stein aus, nicht durch seine Kraft, sondern durch sein häufiges Fallen.“

In der Sprichwortsammlung Συναγωγὴ παροιμιῶν Synagogi parimion des byzantinischen Gelehrten Michael Apostolios aus dem 15. Jahrhundert ist in diese Variante überliefert: «Ῥανὶς ἐνδελεχοῦσα κοιλαίνει πέτραν.» („Steter Tropfen höhlt den Fels.“)
In Giordano Brunos Lustspiel Il candelajo (Der Lichtzieher) heißt es:
Gutta cavat lapidem non bis, sed saepe cadendo:

Sic homo fit sapiens, bis non sed saepe legendo.
Der Tropfen höhlt den Stein, nicht durch zweimaligen, sondern durch öfteren Fall:

so wird der Mensch weise, nicht durch zweimaliges, sondern durch öfteres Lesen.
In Bertolt Brechts Gedicht Legende von der Entstehung des Buches Taoteking auf dem Weg des Laotse in die Emigration sagt der Junge zum Zöllner:
Sprach der Knabe: ‚Daß das Wasser in Bewegung‘

mit der Zeit den harten Stein besiegt.

Du verstehst, das Harte unterliegt.
Im Neugriechischen heißt es «Φασούλι το φασούλι γεμίζει το σακούλι.» („Bohne für Bohne füllt sich der Beutel.“)
Siehe auch: „Σήψει καὶ πέτρην ὁ πολὺς χρόνος.“ („Sogar einen Felsen zerstört viel Zeit.“)

## πίθηκος ἐν πορφύρᾳ
πίθηκος ἐν πορφύρᾳ
pithēkos en porphyra
„Affe in Purpur“
Gemeint ist ein Affe im Purpurgewand. Die Herstellung von Purpur war sehr aufwendig und daher wurde der Farbstoff nur für kostbare Stoffe verwendet.
Der Humanist Erasmus von Rotterdam schreibt in seiner Sprichwörtersammlung Adagia:

„Dieses Sprichwort kann man auf mannigfaltige Weise verwenden, und zwar sagt man es entweder von Leuten, denen man trotz glanzvoller Aufmachung an den Zügen und am Benehmen ansieht, wes Geistes Kind sie sind, oder von solchen, die die Zeichen einer Würde tragen, die ihnen nicht ansteht, oder auch, wenn eine an sich verächtliche Sache in geschmackloser Weise mit aufgepfropftem und wesensfremdem Schmuck verbrämt wird. Denn was ist so lächerlich wie ein Affe, angetan mit Purpurkleidern?“

Auf Lateinisch gibt er den Ausdruck mit „simia purpurata“ wieder.

## Πιθήκων ὁ κάλλιστος αἰσχρὸς ἀνθρώπων γένει συμβάλλειν.
Πιθήκων ὁ κάλλιστος αἰσχρὸς ἀνθρώπων γένει συμβάλλειν.
Pithēkōn ho kallistos aischros anthrōpōn genei symballein.
„Der schönste Affe ist hässlich, wird er mit dem Menschen verglichen.“
Zitat aus dem Platon zugeschriebenen Dialog Hippias Maior, einem Gespräch zwischen Sokrates und dem Sophisten Hippias von Elis. Beide unterhalten sich über das Schöne. Der Dialog endet ohne Einigung in der Sache und der Erkenntnis des Sokrates, dass alles Schöne schwierig sei. („Χαλεπὰ τὰ καλά.“)
Ähnlich heißt es bei Heraklit:
„Der schönste Mensch ist aufs Geratewohl zusammengeschüttetes Fleisch.“
und
„Der weiseste Mensch wird gegen Gott gehalten wie ein Affe erscheinen in Weisheit, Schönheit und allem andern.“

## πίθος τῶν Δαναΐδων
πίθος τῶν Δαναΐδων
pithos tōn Danaidōn
„Fass der Danaiden“
Die Danaiden (Δαναΐδες) waren die 50 Töchter des Königs Danaos, den die Griechen für ihren Ahnherren hielten (daher die Eigenbezeichnung Danaer). Danaos erhielt die Herrschaft von Libyen, entzweite sich aber mit seinem Bruder Aigyptos und floh mit seinen Töchtern nach Argos. Die 50 Söhne des Aigyptos folgten ihm und verlangten seine Töchter zur Ehe. Danaos gewährte ihre Forderung, gab jedoch jeder Tochter einen Dolch, um den Bräutigam in der Brautnacht zu ermorden. Alle, bis auf die älteste Tochter, Hypermnestra, führten diesen Mordauftrag aus. Nach der Mordnacht veranstaltete Danaos einen Wettlauf für Freier, die nach der Reihenfolge ihrer Ankunft unter seinen Töchtern wählen durften.
Obwohl Athene und Hermes die Danaiden mit dem Einverständnis des Zeus von ihrer Bluttat reinigten, wurden sie von den Richtern des Totenreichs dazu verurteilt, im Tartaros für immer mit Krügen Wasser in ein durchlöchertes Fass zu schöpfen, das nie zu füllen war. Daher stammt das sprichwörtliche Fass der Danaiden, mit dem man eine nutzlose, endlose Arbeit bezeichnet.
Eine andere Redewendung, die davon abgeleitet ist, ist das sprichwörtliche Fass ohne Boden, eine Sache, die immer wieder Geld kostet und bei der die Aufwendungen auf Dauer zu teuer sind.
Les Danaïdes ist eine Tragédie lyrique von Antonio Salieri aus dem Jahr 1784. Die Oper schließt mit einem Tableau vivant, das die von Dämonen gepeinigten Schwestern im Tartaros zeigt.

## Πιστεύομεν εἰς ἕνα Θεόν …

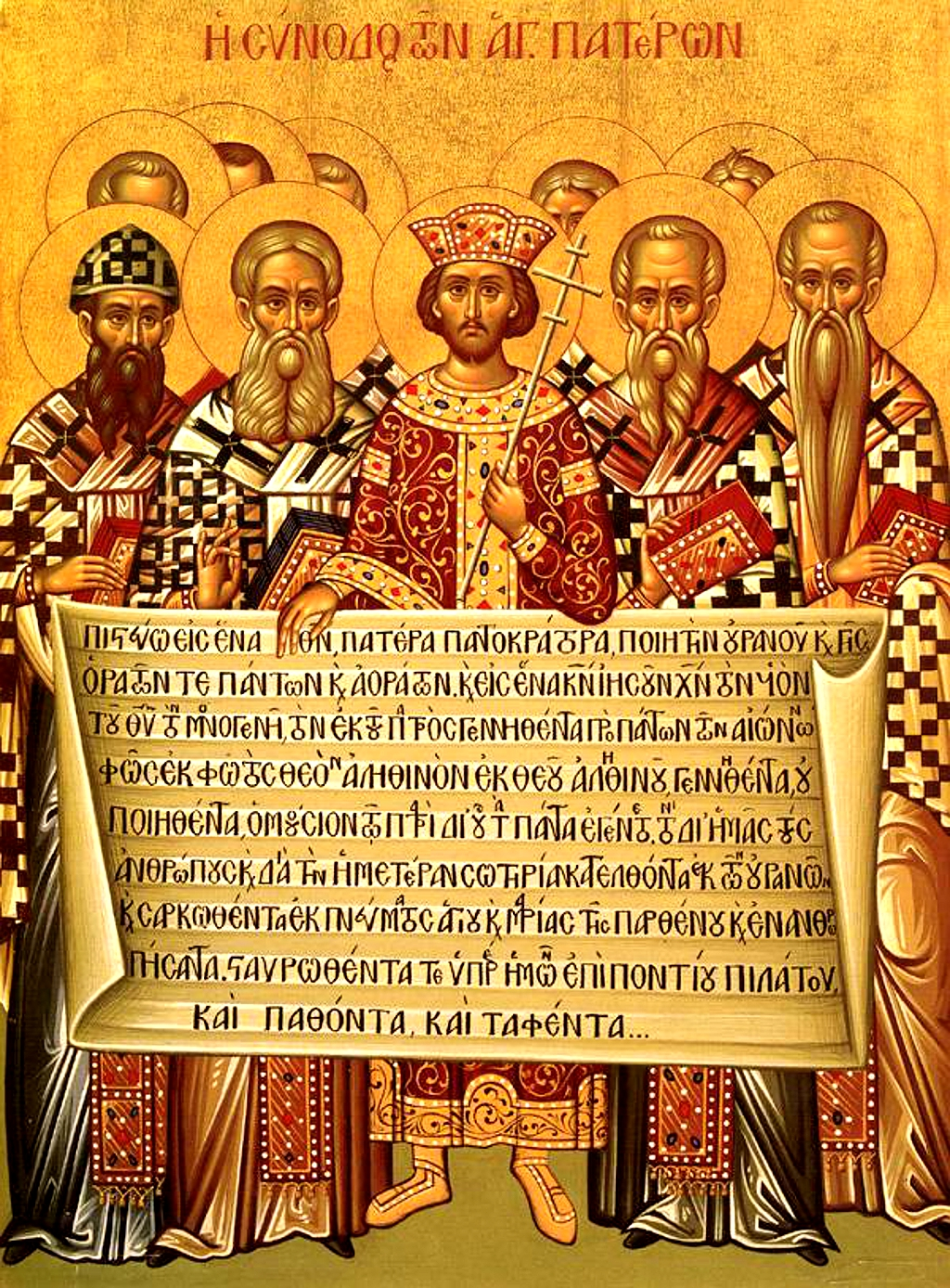
1. Konzil von Nicäa (325): Kaiser Konstantin entrollt den Text des Nicäno-Konstantinopolitanum, wie es auf dem 1. Konzil von Konstantinopel (381) umformuliert wurde, mit Ausnahme des ersten Wortes: Dieses ist im Bild von πιστεύομεν (wie in der Liturgie) zu πιστεύω geändert.

Πιστεύομεν εἰς ἕνα Θεόν …
Pisteuomen eis hena theon …
„Wir glauben an den einen Gott …“
Anfang des christlichen Glaubensbekenntnisses nach dem Nicäno-Konstantinopolitanum, das von der christlichen Kirche seit 451 autoritativ bezeichnet wurde und es seither geblieben ist. Der Text ist erstmals überliefert vom Konzil von Chalcedon, wo er öffentlich verlesen und als Glaubensbekenntnis von Konstantinopel („Bekenntnis der 150 heiligen Väter“) bezeichnet wird.
Der erste Satz lautet in den Sprachen Griechisch, Lateinisch und Deutsch:

«Πιστεύομεν εἰς ἕνα Θεόν, Πατέρα, Παντοκράτορα, ποιητὴν οὐρανοῦ καὶ γῆς, ὁρατῶν τε πάντων καὶ ἀοράτων.»

“Credo in unum Deum, Patrem omnipotentem, factorem cæli et terræ, visibilium omnium et invisibilium.”

„Wir glauben an den einen Gott, den Vater, den Allmächtigen, der alles geschaffen hat, Himmel und Erde, die sichtbare und die unsichtbare Welt.“

## πίστις, ἐλπίς, ἀγάπη
πίστις, ἐλπίς, ἀγάπη
pistis, elpis, agapē

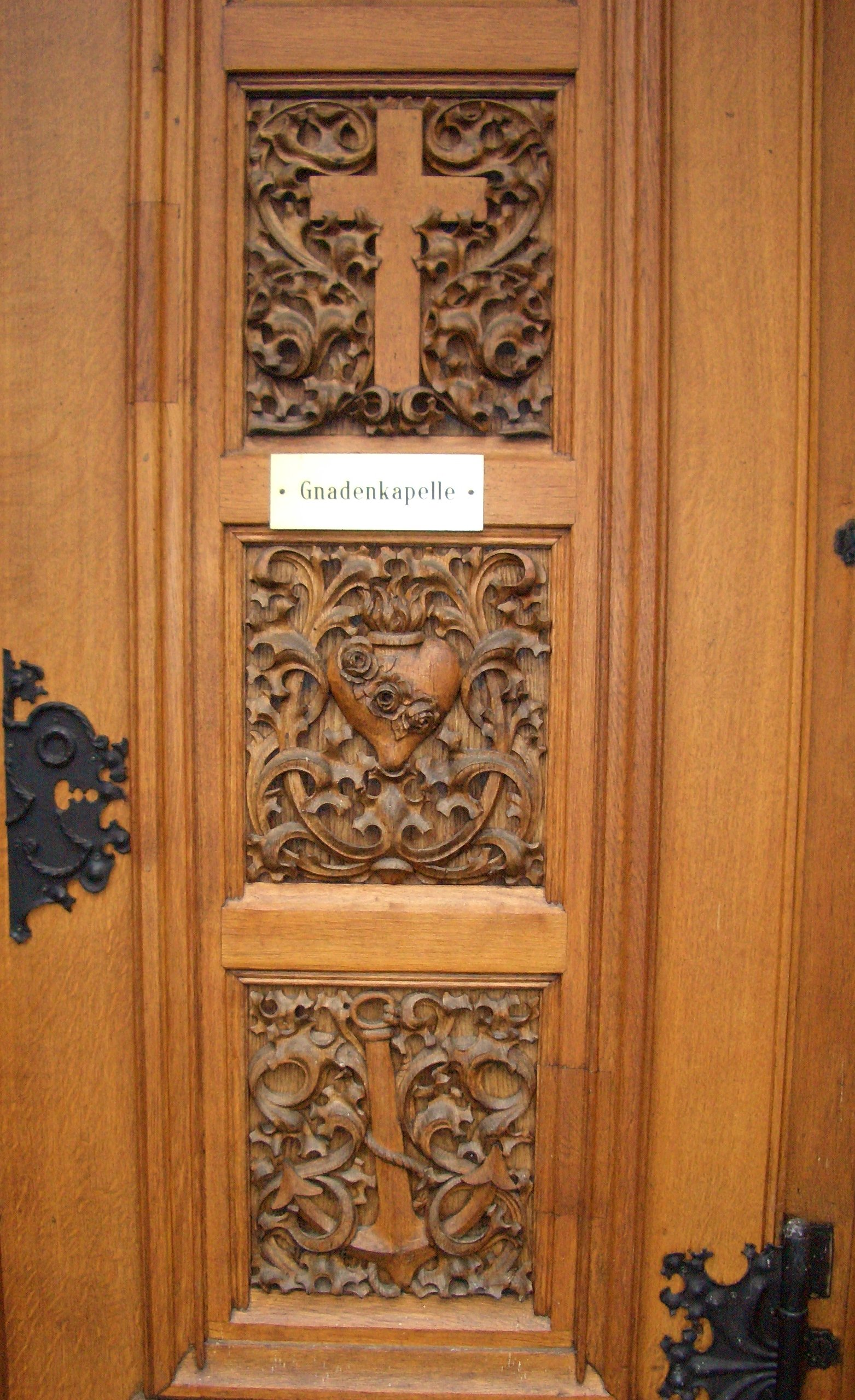
Darstellung der christlichen Tugenden im Kloster Himmerod:
Glaube = Kreuz
Liebe = Herz
Hoffnung = Anker

„Glaube, Hoffnung und Liebe“
Glaube, Hoffnung und Liebe sind die christlichen Tugenden, die im 1. Brief an die Korinther des Apostels Paulus aufgeführt werden:

«Νυνὶ δὲ μένει πίστις, ἐλπίς, ἀγάπη, τὰ τρία ταῦτα· μείζων δὲ τούτων ἡ ἀγάπη.»

„Für jetzt bleiben Glaube, Hoffnung, Liebe, diese drei; doch am größten unter ihnen ist die Liebe.“

Diese drei Tugenden werden folgendermaßen symbolisch dargestellt:
- Glaube (griechisch πίστις pistis, lateinisch fides): Symbolisiert durch das Kreuz als Sinnbild von Jesu Tod am Kreuz.
- Liebe (griechisch ἀγάπη agape, lateinisch caritas): Nächstenliebe und Feindesliebe sowie auch die Liebe zu sich selbst und zu Gott, dargestellt durch ein Herz.
- Hoffnung (griechisch ἐλπίς elpis, lateinisch spes): Hoffnung auf die himmlische Seligkeit, symbolisiert durch einen Anker.

Ergänzt werden diese drei göttlichen Tugenden durch die vier Kardinaltugenden:
- Klugheit (Weisheit) (griechisch σοφία sophia, lateinisch prudentia, sapientia)
- Gerechtigkeit (griechisch δικαιοσύνη dikaiosyne lateinisch iustitia)
- Tapferkeit (griechisch ανδρεία andreia lateinisch fortitudo)
- Mäßigung (griechisch σωφροσύνη sophrosyne lateinisch temperantia)

Der österreichisch-ungarische Schriftsteller Ödön von Horváth setzt sich mit dieser Thematik in seinem Stück Glaube, Liebe, Hoffnung – Ein kleiner Totentanz in fünf Bildern auseinander. Der Titel variiert den Bibeltext des oben genannten Paulusbriefes.

## πλάνητες ἀστέρες
πλάνητες ἀστέρες
planētēs asteres
„umherirrende Sterne“
Das Wort Planet geht zurück auf πλάνης (planes) und πλανήτης (planētēs), die auf Deutsch „umherirrend, umherschweifend“ bedeuten. Daher wurden Planeten früher auch deutsch als „Wandelsterne“ bezeichnet. Dabei wurden bis in die frühe Neuzeit der Unterschied zwischen Planeten und anderen Himmelskörpern nicht sauber erkannt und Sonne und Mond, wie auch Kometen, zu den Wandelsternen gezählt.
Ursprünglich wurden alle mit bloßem Auge regelmäßig sichtbaren Himmelserscheinungen, die sich vor dem Hintergrund des Fixsternhimmels bewegen, als Planeten bezeichnet und jeder einem Wochentag zugeordnet.
| „Planet“ | Entsprechung/Wochentag |
| -------- | --- |
| Sonne    | Helios (Ήλιος) war der Sonnengott. Seine Aufgabe war es, den Sonnenwagen über den Himmel zu lenken. Neugriechisch: Κυριακή Kyriaki („Tag des Herrn“) Der erste Wochentag galt als Tag der Sonne (deutsch Sonntag, englisch Sunday, lateinisch dies solis); die französische Bezeichnung Dimanche und die spanische Bezeichnung Domingo (jeweils „Tag des Herrn“) gehen auf christlichen Einfluss zurück. |
| Mond     | Selene (Σελήνη, bei den Römern Luna) war die Göttin des Mondes. Später wird sie mit der alten Mondgöttin Artemis oder auch mit Persephone identifiziert. Neugriechisch: Δευτέρα Devtera („zweiter Tag“) Der zweite Wochentag galt als Tag des Mondes (deutsch Montag, englisch Monday, lateinisch dies lunae, französisch Lundi, spanisch Lunes). |
| Mars     | Ares (Ἄρης) war der Gott des Krieges und Massakers. Er wurde später von den Römern dem Kriegsgott Mars gleichgestellt. Neugriechisch: Τρίτη Triti („dritter Tag“) Der dritte Wochentag galt als Tag des Mars (lateinisch dies martis, französisch Mardi, spanisch Martes), dessen Gott dem germanischen Gott Tyr oder Ziu entspricht, woher sich deutsch Dienstag und englisch Tuesday ableiten. |
| Merkur   | Hermes (Ἑρμής) der Schutzgott des Verkehrs, der Reisenden, der Kaufleute und der Hirten, andererseits auch der Gott der Diebe, der Kunsthändler, der Redekunst. Neugriechisch: Τετάρτη Tetarti („vierter Tag“) Der vierte Wochentag galt als Tag des Mercurius (lateinisch dies Mercuri, französisch Mercredi, spanisch Miércoles), dessen Gott dem germanischen Gott Wodan (Odin) gleichgesetzt wurde, woraus sich englisch Wednesday ableitet, die deutsche Bezeichnung Mittwoch geht auf christlichen Einfluss zurück. |
| Jupiter  | Zeus (Ζεύς) galt als oberster olympischer Gott. Nach der Eroberung Griechenlands wurde Jupiter von den Römern mit dem griechischen Zeus identifiziert. Neugriechisch: Πέμπτη Pempti („fünfter Tag“) Der fünfte Wochentag galt als Tag des Jupiter (lateinisch dies Iovis, französisch Jeudi, spanisch Jueves), dessen Gott mit dem germanischen Gott Donar (Thor) gleichgesetzt wurde, woraus sich deutsch Donnerstag und englisch Thursday ableiten. |
| Venus    | Aphrodite (Ἀφροδίτη) ist die Göttin der Liebe, der Schönheit und der sinnlichen Begierde. Das römische Pendant ist Venus. Neugriechisch: Παρασκευή Paraskevi Der sechste Wochentag galt als Tag der Venus (lateinisch dies veneris, französisch Vendredi, spanisch Viernes), die mit der germanischen Göttin Frija gleichgesetzt wurde, woraus sich deutsch Freitag und englisch Friday ableiten. |
| Saturn   | Kronos (Κρόνος) ist der jüngste Sohn der Gaia (Erde) und des Uranos (Himmel) und einer der Titanen. Er entspricht dem römischen Saturnus. Neugriechisch: Σάββατο Savvato Der siebte Wochentag galt als Tag des Saturnus (lateinisch dies Saturni, englisch Saturday), die Bezeichnungen deutsch Samstag, französisch Samedi und spanisch Sábado gehen ebenso wie der neugriechische Begriff auf den jüdischen Sabbat zurück. Die deutsche Bezeichnung Sonnabend nimmt Bezug auf die Tatsache, dass in jüdischer und früher christlicher Auffassung der Tag mit dem Vorabend beginnt, so dass auf den SonnABEND der SonnTAG folgte. |

Mit Einführung des heliozentrischen Weltbildes ging die Bezeichnung „Planet“ auf die Himmelskörper über, die um die Sonne kreisen. Sonne und Mond fielen also heraus und die Erde kam dafür hinzu, später ebenso die neu entdeckten Uranus und Neptun sowie Pluto, der jedoch inzwischen nicht mehr dazugezählt wird, sondern in die 2006 neu definierte Klasse Zwergplanet einsortiert wurde.

## Πλεῖν ἀνάγκη, ζῆν οὐκ ἀνάγκη.
Πλεῖν ἀνάγκη, ζῆν οὐκ ἀνάγκη.
Plein anangkē, zēn ouk anangkē.
„Seefahrt tut not, Leben tut nicht not.“
Ausspruch des Pompeius bei Plutarch, der sich im Jahr 56 v. Chr. in Sizilien, Sardinien und Nordafrika persönlich um die Getreideversorgung Roms bemühte. Als ihn die Seeleute vor einem aufkommenden Sturm warnten, bei dem sein und ihr Leben in Gefahr wäre, ging Pompeius als erster an Bord, befahl, in See zu stechen, und rief:
„Dass wir segeln, ist notwendig, dass wir leben, ist nicht notwendig.“
Dieser Spruch ist hauptsächlich in seiner lateinischen Form bekannt:
„Navigare necesse est, vivere non est necesse.“
Seine heutige Bedeutung nahm dieser Ausruf des Pompeius erst in der Neuzeit an.
Es existiert dazu auch eine küchenlateinische Umdeutung.

## πλεύσειεν εἰς Ἀντικύρας
πλεύσειεν εἰς Ἀντικύρας
pleuseien eis Antikyras
„er segle nach Antikyra“

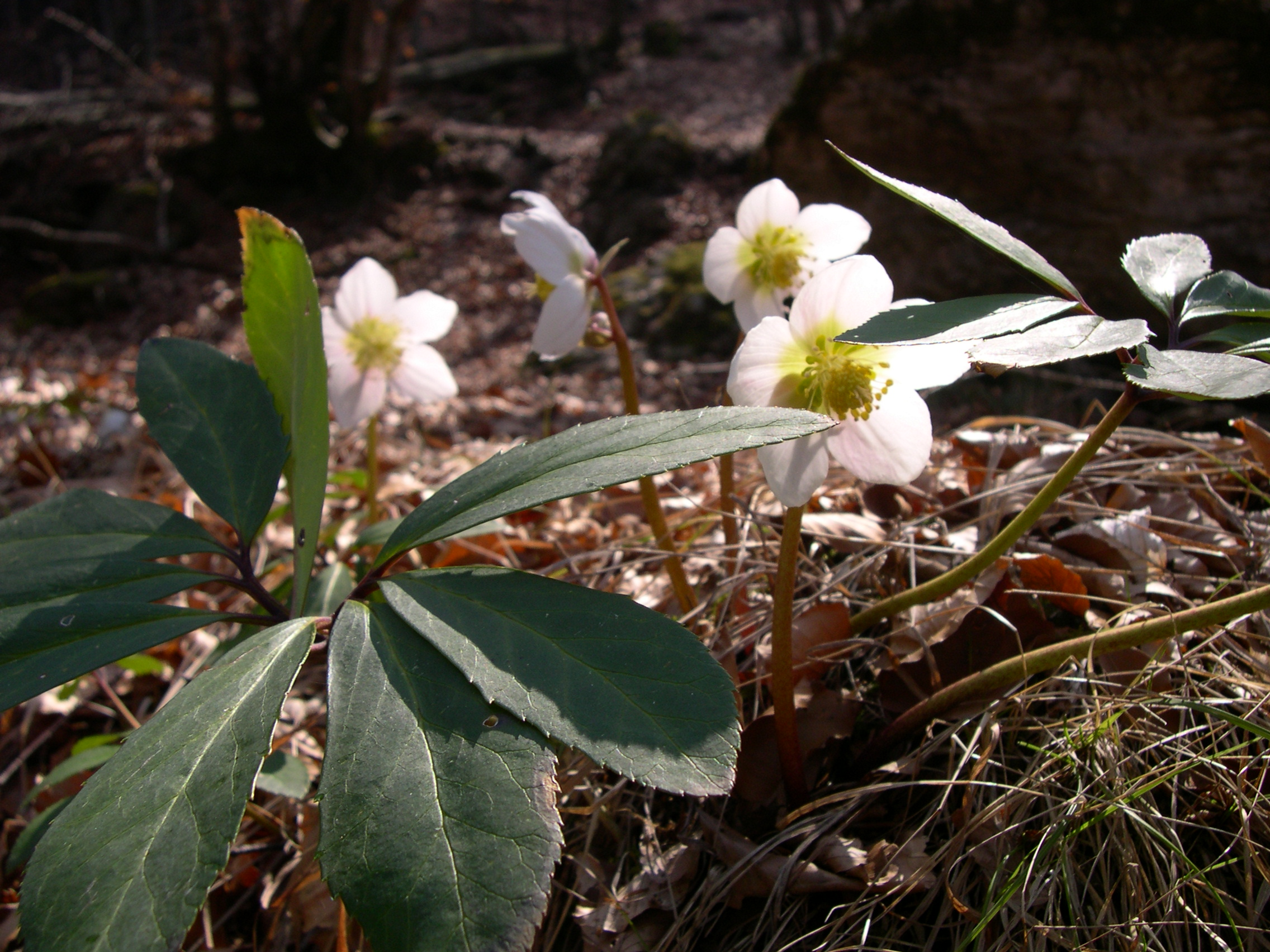
Schwarze Nieswurz

Sprichwort, von Horaz ins Lateinische übersetzt als naviget Anticyram. Weil es mehrere Städte dieses Namens gab, ist im griechischen Sprichwort der Plural verwendet. Das Sprichwort begegnet in den Adagia des Erasmus von Rotterdam.
Die ehemalige Stadt Antikyra im Golf von Korinth war berühmt für ihre Schwarze Nieswurz (Schneerose, wissenschaftlich Helleborus niger), ein Kraut, mit dem man angeblich Wahnsinn kurieren konnte. Diese Redewendung wurde häufig als Anspielung auf jemandes Geisteszustand benutzt: „Αντικύρας σε δεῖ“ – „Du brauchst (gemeint: eine Kur in) Antikyra“.
Auch in der Ars poetica („Dichtkunst“) nennt Horaz diese Arznei: tribus Anticyris caput insanabile („der auch durch dreifache Nieswurzanwendung unheilbare Kopf“).
Der Arzt Menekrates von Syrakus ahmte aus Eitelkeit Empedokles nach und nahm keine Bezahlung für seine Heilungen, sondern verlangte, dass seine Patienten sich seine Sklaven nennen sollten. Zwei seiner Patienten mussten ihm überall folgen; er nannte den einen Herkules, den andern Apollon, sich selbst aber Jupiter. Er schrieb einen anmaßenden Brief an König Philipp von Makedonien:

„Menekrates Jupiter dem Philippos seinen Gruß. Du herrschest in Mazedonien, aber ich herrsche in der Medizin. Du kannst diejenigen, denen es wohl ist, sterben lassen, und ich kann machen, daß die Unwohlen sich gesund fühlen, bis sie altern, wenn sie mir gehorsamen. Deine Leibwache sind die Mazedonier und meine die, so ich geheilt habe. Denn ich Jupiter habe ihnen das Leben zurückgegeben.“

Er erhielt darauf die folgende Antwort:

„Philippos wünscht dem Menekrates gesunden Verstand. Ich gebe Dir den Rat, eine Reise nach Anticyra zu machen.“

## Πλέων ἐπὶ οἴνοπα πόντον ἐπ ἀλλοθρόους ἀνθρώπους.

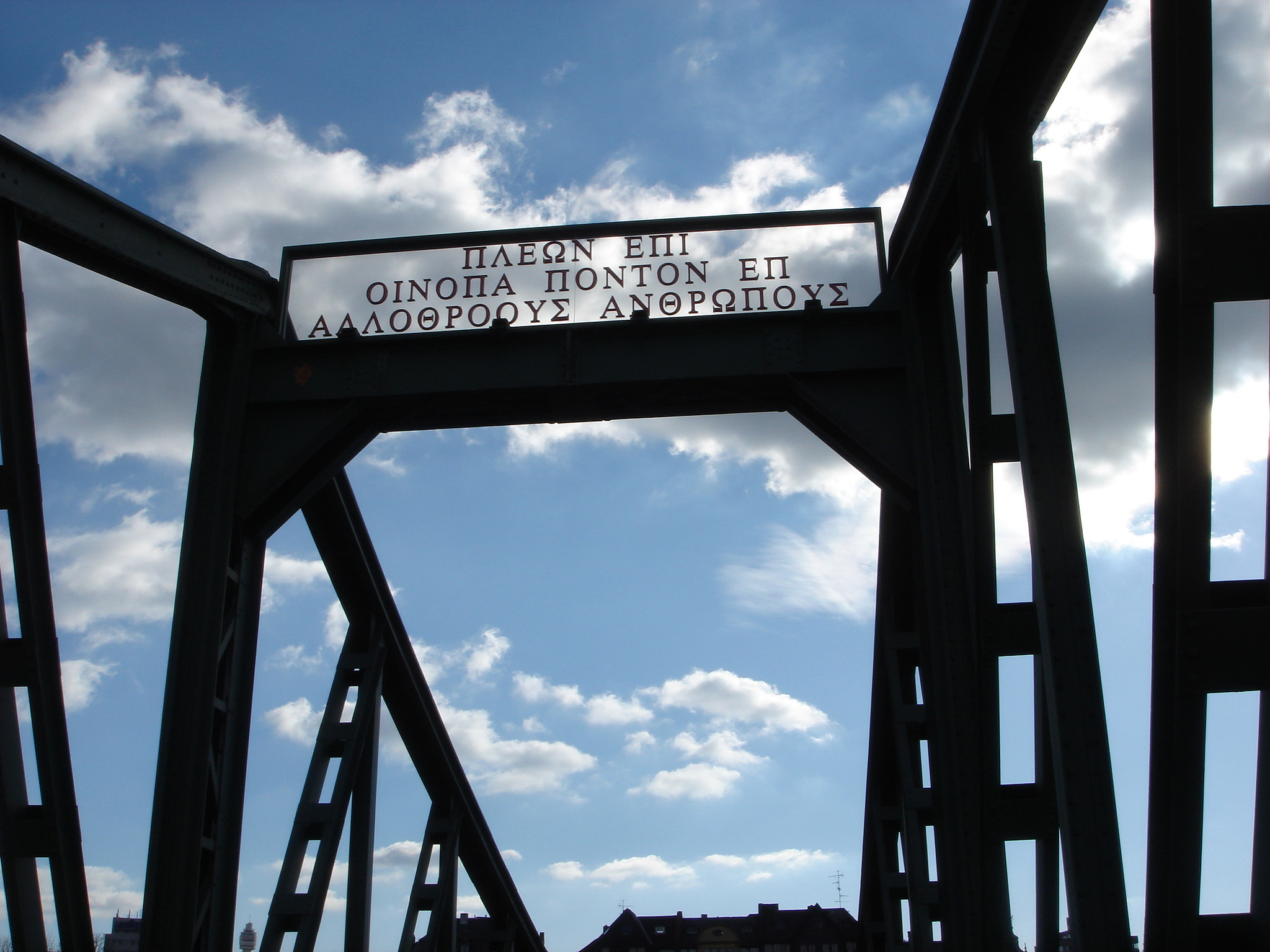
Griechische Inschrift am Eisernen Steg in Frankfurt

Πλέων ἐπὶ οἴνοπα πόντον ἐπ ἀλλοθρόους ἀνθρώπους.
Pleōn epi oinopa ponton ep' allothrοous anthrōpous
„Segelnd auf weinfarbenem Meer hin zu Menschen anderer Sprache“
Dieses Zitat aus der Odyssee schmückt in Großbuchstaben ΠΛΕΩΝ ΕΠΙ ΟΙΝΟΠΑ ΠΟΝΤΟΝ ΕΠ ΑΛΛΟΘΡΟΟΥΣ ΑΝΘΡΩΠΟΥΣ den Eisernen Steg über den Main in Frankfurt und ist das Überbleibsel eines Museumsuferfests.
Das in diesem Zitat vorkommende Wort οἶνοψ oinops („weinfarben, purpurn, dunkel“) ist generell das Epitheton für die See bei Homer, auf das auch in Ulysses, einem Roman von James Joyce, angespielt wird. Das Zitat symbolisiert den in der Frankfurter Bevölkerung verbreiteten Wunsch nach einer Verbindung zwischen Sachsenhausen und der Innenstadt. Die Diskussion um den Bau einer Fußgängerbrücke zog sich über 50 Jahre hin. Da der Rat der Stadt den Bürgerwunsch ablehnte, ergriffen schließlich Privatleute die Initiative, indem sie 1867 die Gesellschaft zur Erbauung einer eisernen Brücke gründeten.

## Ποῖόν σε ἔπος φύγεν ἕρκος ὀδόντων.

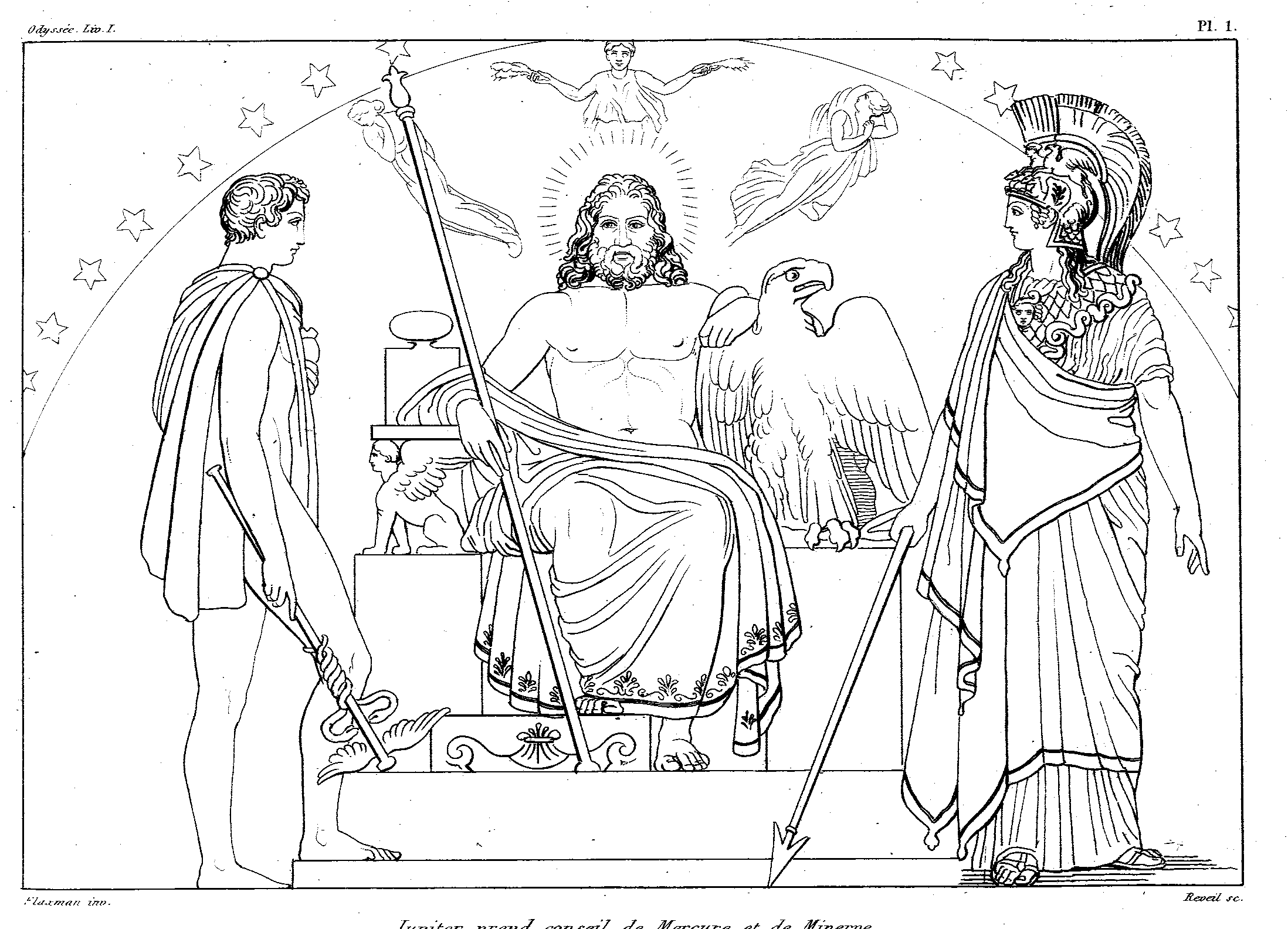
Athene bittet Zeus um Hilfe für Odysseus (links der Götterbote Hermes, der die Botschaft überbringen soll)

Ποῖόν σε ἔπος φύγεν ἕρκος ὀδόντων.
Poion se epos phygen herkos odontōn.
„Welches Wort ist dem Gehege deiner Zähne entflohen!“
Wendung, die bei Homer mehrfach vorkommt und wörtlich eigentlich „Zaun deiner Zähne“ bedeutet mit der Nebenbedeutung „staunende Entrüstung“. So sagt zum Beispiel Zeus am Anfang der Odyssee bei der Götterversammlung zu Athene, die ihn fragt, warum er gegen Odysseus einen solchen Zorn hege und ihn noch nicht nach Ithaka zurückkehren gelassen habe:
„Mein Kind, welch Wort entfloh dem Gehege deiner Zähne!“
Bei Kurt Tucholsky wird dieses geflügelte Wort zum Titel eines Gedichts, in dem eine Gerichtsverhandlung mit zwei keifenden Frauen geschildert wird:
Dem Gehege der Zähne

Vor dem Richter stehn zwei Partein,

die reden zu gleicher Zeit.

Man hört Frau Schnufke: »Na sowas!« schrein.

»Das nehm ich glatt auf mein’ Eid –!«

Da sagt der Richter: »Erzählen Sie mal:

Wie war das am Sonntag mit Ihrem Skandal?«

Und Frau Schnufke erzählt unter Tränengewimmer;

und aus allem, was sie berichtend klagt,

hört der ganze Gerichtssaal nur

immer: »Und da hab ich gesagt… und da hat sie gesagt…

und da hab ich gesagt…«
Diese Szene dient nur als Einstieg zur Abhandlung aktueller Probleme im Erscheinungsjahr 1924: Streit der Parteien im Parlament der Weimarer Republik und Judenfeindlichkeit.

## Πόλεμος πάντων μὲν πατήρ ἐστι.

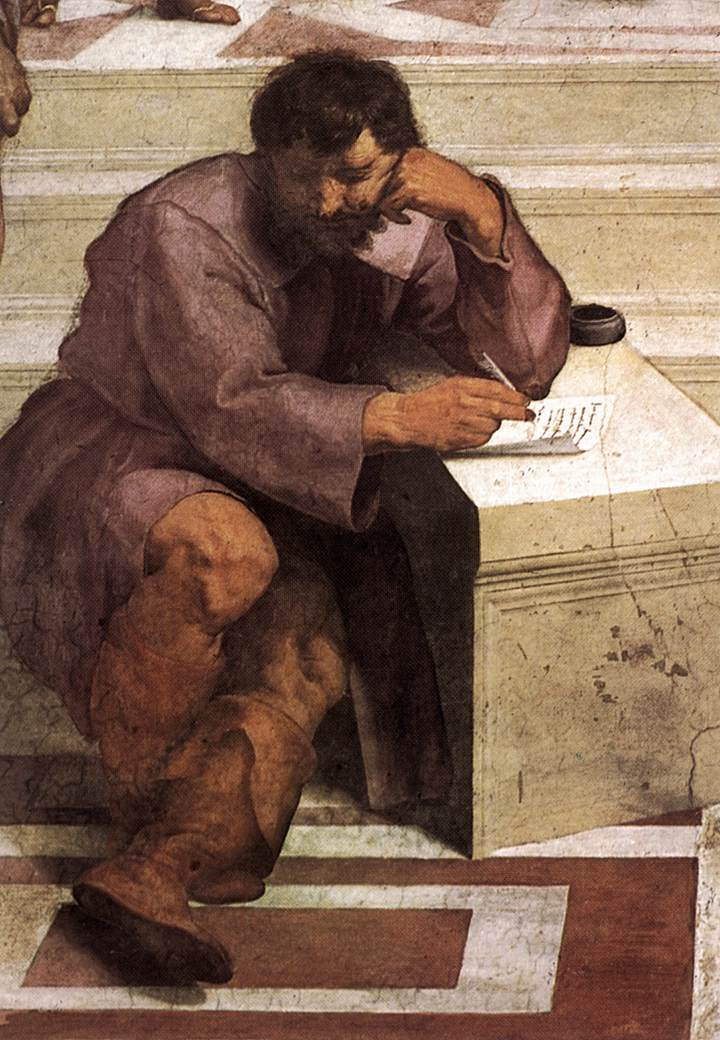
Heraklit in der Gestalt Michelangelos, Detailansicht aus Raphaels Die Schule von Athen

Πόλεμος πάντων μὲν πατήρ ἐστι.
Polemos pantōn men patēr esti.
„Der Krieg ist der Vater aller Dinge.“
Nach Heraklit besteht das Prinzip der Welt darin, dass es etwas Gleichbleibendes gibt, das sich durch ein Umschlagen von einem Pol zum anderen stetig wandelt.

«Πόλεμος πάντων μὲν πατήρ ἐστι, πάντων δὲ βασιλεύς, καὶ τοὺς μὲν θεοὺς ἔδειξε τοὺς δὲ ἀνθρώπους, τοὺς μὲν δούλους ἐποίησε τοὺς δὲ ἐλευθέρους.»

„Krieg ist aller Dinge Vater, aller Dinge König. Die einen macht er zu Göttern, die anderen zu Menschen, die einen zu Sklaven, die anderen zu Freien.“

Der Publizist Udo Marquardt schreibt zu diesem Diktum (er übersetzt πόλεμος polemos mit „Streit“):

„‚Streit ist der Vater aller Dinge.‘ Der Satz stammt von Heraklit. Aufgeschrieben hat er ihn vor über zweieinhalb Jahrtausenden. Und Heraklit wußte, wovon er spricht. Er war überzeugt, die meisten Menschen taugen nichts.“

Weiter erklärt Marquardt:

 „Ganz unrecht hat Heraklit nicht. Streit ist der Vater aller Dinge – das gilt zumindest für die Philosophie. Verschiedene Meinungen haben und darüber streiten ist das eigentliche Geschäft der Philosophen. Der philosophische Disput ist niemals einer unter Gleichgesinnten, wie der Dichter Eugen Roth weiß:
Ein Mensch verteidigt mit viel List:

Die Welt scheint anders, als sie ist!

Sein Gegner aber streng verneint:

Die Welt ist anders, als sie scheint.

Und so herrscht Streit, wenn Philosophen sich treffen.“ 

## Πολλὰ τὰ δεινὰ κ’ οὐδὲν ἀνθρώπου δεινότερον πέλει.
Πολλὰ τὰ δεινὰ κ’ οὐδὲν ἀνθρώπου δεινότερον πέλει.
Polla ta deina k’ ouden anthrōpou deinoteron pelei.
„Es gibt viel Unheimliches und doch ist nichts unheimlicher als der Mensch.“
Chorlied im Drama Antigone des Tragödiendichters Sophokles, das der Dichter Friedrich Hölderlin 1799 folgendermaßen übersetzte:
Vieles Gewaltige gibts, doch nichts

ist gewaltiger als der Mensch …
Im Jahr 1803 schrieb Hölderlin:
Ungeheuer ist viel, doch nichts

ungeheuerer, als der Mensch …
Ungeheuer ist hier nicht als Synonym von gewaltig zu sehen, sondern als unheimlich oder bestürzend. Im Kontext heißt es:
Ungeheuer ist viel. Doch nichts

Ungeheuerer als der Mensch.

Denn der, über die Nacht

Des Meers, wenn gegen den Winter wehet

Der Südwind, fähret er aus

In geflügelten sausenden Häusern.

Und der Himmlischen erhabene Erde,

Die unverderbliche, unermüdete,

Reibet er auf; mit dem strebenden Pfluge

Von Jahr zu Jahr

Treibt sein Verkehr er mit dem Rossegeschlecht,

Und leichtträumender Vögel Welt

Bestrickt er und jagt sie

Und wilder Tiere Zug

Und des Pontos salzbelebte Natur

Mit gesponnenen Netzen,

Der kundige Mann.

Und fängt mit Künsten das Wild,

Das auf Bergen übernachtet und schweift.

Und dem rauhmähnigen Rosse wirft er um

Den Nacken das Joch, und dem Berge

Bewandelnden unbezähmten Stier.

## Πολλὰ ψεύδονται ἀοιδοί.
Πολλὰ ψεύδονται ἀοιδοί.
Polla pseudontai aoidoi.
„Vieles lügen die Dichter.“
Der gegen die Homerische Epik und die klassische Tragödie gerichtete Satz wird von Aristoteles und Pseudo-Platon bereits als altes Sprichwort angeführt und gehört in die von Xenophanes eröffnete, später von Platon fortgesetzte Kritik am Götter- und Menschenbild der alten Mythen und der frühen Dichtung, wie sie durch die Ilias und die Odyssee sowie durch die Theogonie (Entstehung der Götter) des Dichters Hesiod vermittelt wurde.
Kritisiert wird auch die Meinung der Dichter, die Götter seien neidisch aufeinander.

## πολὺν ἄρτον καὶ θέαν ἵππων
πολὺν ἄρτον καὶ θέαν ἵππων
polyn arton kei thean hippōn
„viel Brot und das Schauspiel von Wagenrennen“
Diese Wortverbindung von Getreide und Pferde-Schauspielen war ursprünglich vom Redner und Schriftsteller Dion Chrysostomos auf Verhältnisse der ägyptischen Metropole Alexandria gemünzt:
„Aber was soll einer zu der großen Masse der Alexandriner sagen, denen man einzig und allein viel Brot vorwerfen muss.“
Sein römischer Zeitgenosse Juvenal beklagt sich mit ähnlichen Worten über das römische Volk, das in der Zeit der Republik die Macht an Feldherren verliehen und Beamte gewählt habe und sich jetzt ängstlich nur noch diese beiden Dinge wünsche: „Panem et circenses“ („Brot und Zirkusspiele.“).

## Πομφόλυξ ὁ ἄνθρωπος.
Πομφόλυξ ὁ ἄνθρωπος.
Pompholyx ho anthrōpos.
„Der Mensch ist eine Luftblase.“

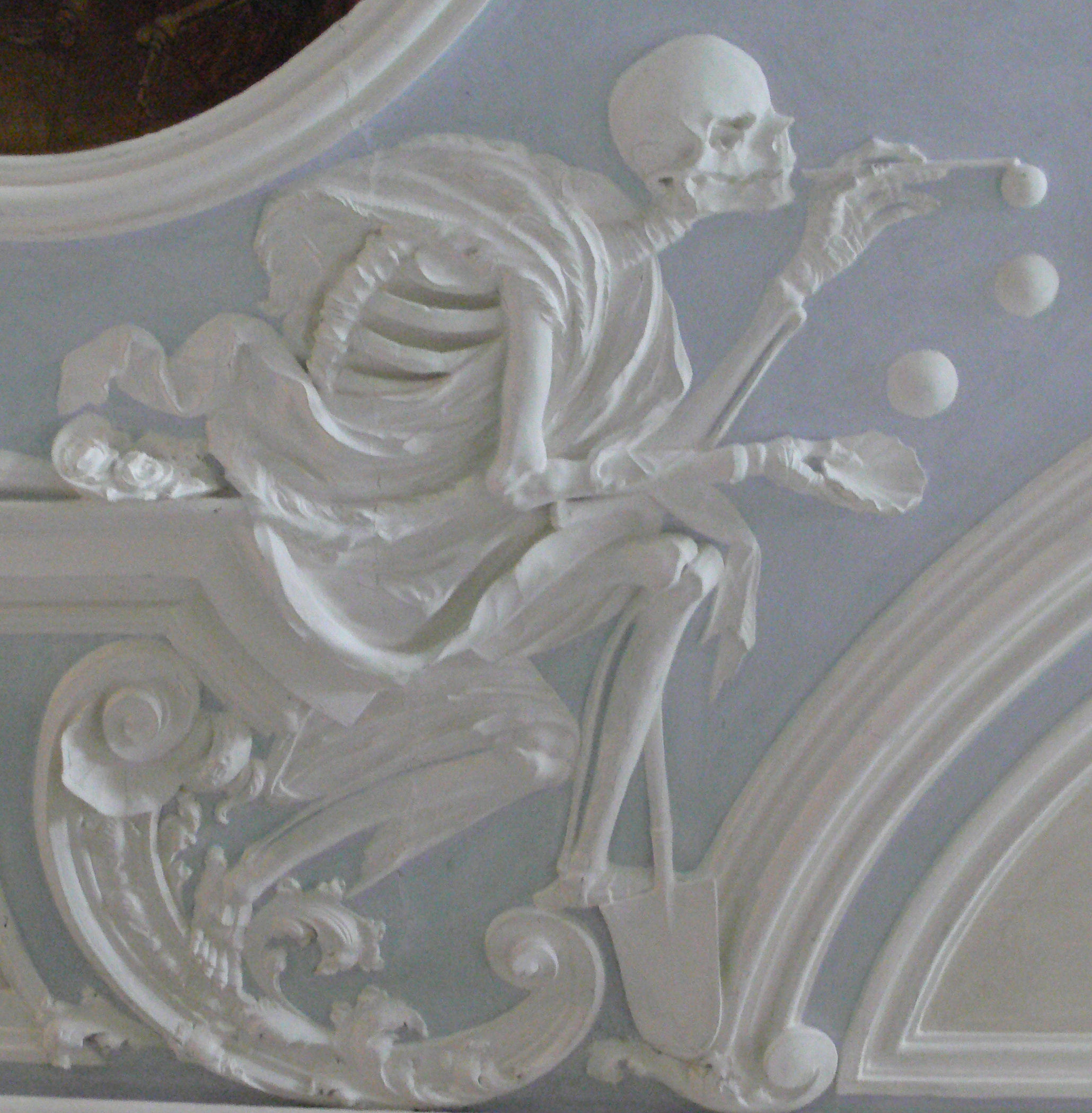
Tod mit Seifenblasen als Symbol der Vergänglichkeit im Kloster Michelsberg, Bamberg

Das heißt, er ist ebenso vergänglich. Zitat aus der Sprichwörtersammlung Adagia des Erasmus von Rotterdam.
Bei Marcus Terentius Varro wird die lateinische Entsprechung „homo est bulla“ als Sprichwort zitiert: „ut dicitur, si est homo bulla“ („wenn, wie es heißt, der Mensch eine Luftblase ist“).
In der Kunst wird spätestens seit dem Barock die Seifenblase als ein Vanitassymbol benutzt und spiegelt sowohl die Schönheit als auch die Flüchtigkeit des menschlichen Lebens wider.

## Πόνος πόνῳ πόνον φέρει.
Πόνος πόνῳ πόνον φέρει.
Ponos ponō ponon pherei.
„Mühsal schafft durch Mühsal Mühsal.“
In diesem Chorlied aus der Tragödie Aias des Sophokles stehen Nominativ, Dativ und Akkusativ des gleichen Wortes nebeneinander (Polyptoton). Der Satz wird in einem jambischen Rhythmus gesprochen, bei dem sich das Schema kurz-lang wiederholt: ponós, ponó, ponón, feréi.
An dieser Stelle des Dramas sucht Odysseus Spuren zur Bestätigung des Gerüchts, Ajax der Große habe das Herdenvieh hingemetzelt. Aiax erkennt, dass er entehrt ist und den Göttern verhasst. Er wünscht, die Heerführer zu töten, um anschließend selbst zu sterben:
„Der Edle lebt in Ehren oder geht in Ehren ab.“
Seine Frau Tekmessa fleht um Mitleid für sich und ihren gemeinsamen Sohn Eurysakes, denn ihr und dem Kind wäre nach seinem Tod das Sklavenlos bestimmt. Entschlossen zu sterben, nimmt Aiax Abschied von seinem Sohn:
«Ὦ παῖ γένοιο πατρὸς εὐτυχέστερος τὰ δ’ ἄλλ’ ὁμοῖος.» („Kind, werde glücklicher als dein Vater, im Übrigen ihm gleich!“)

## Πορευθέντες εἰς τὸν κόσμον ἅπαντα.

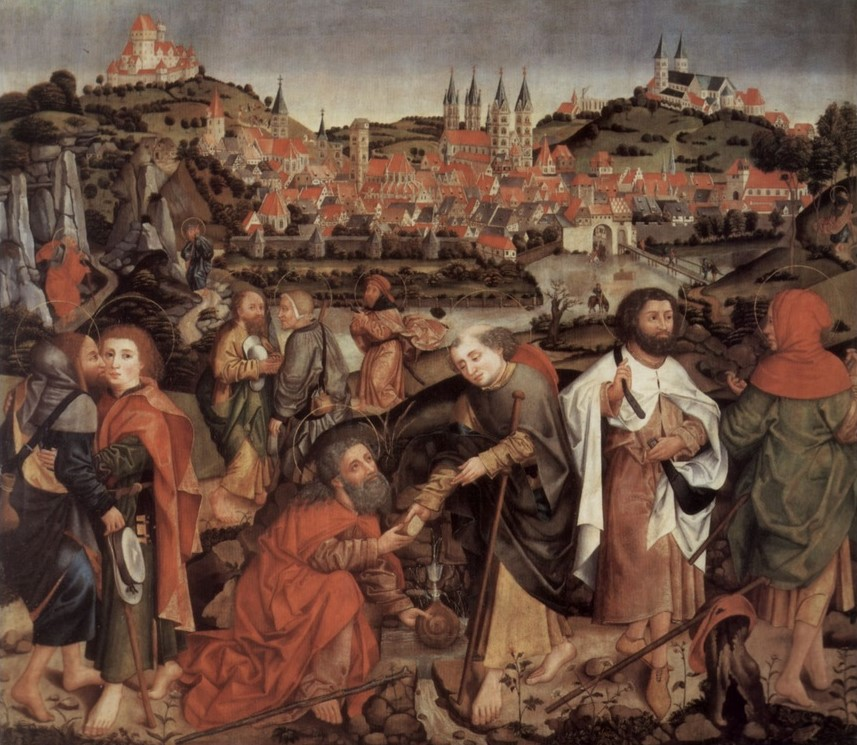
Wolfgang Katzheimer: Aussendung der Apostel (vor der Kulisse der Stadt Bamberg)

Πορευθέντες εἰς τὸν κόσμον ἅπαντα.
Poreuthentes eis ton kosmon hapanta.
„Geht hinaus in alle Welt!“
Dies sind die Anfangsworte des Missionsbefehls, den Jesus nach seiner Auferstehung den Jüngern im Matthäusevangelium auftrug:
„Geht hinaus in alle Welt und lehret alle Völker, und taufet sie …“
Der Missionsbefehl wurde von den Kirchenvätern zitiert, um die rechtmäßige Taufe im Vergleich zu Sekten zu betonen. Ab dem vierten Jahrhundert wurde der Text der Taufformel oft als Beleg für die trinitarische Lehre zitiert.
In der Zeit der Lutherischen Orthodoxie gingen manche protestantischen Theologen davon aus, dass dieser Missionsbefehl sich seinerzeit an die Apostel wandte, die diesen Auftrag erfüllt hätten, und dass es demnach für die Kirche keinen Missionsauftrag mehr gebe.
Eine andere Sichtweise vertraten später die Pietisten in Halle, die Herrnhuter Brüdergemeine, die Methodisten sowie die amerikanischen Baptisten, die den Missionsbefehl als persönlichen Auftrag für die innere und äußere Mission ansahen.
An den Missionsbefehl schließt sich gleich der Taufbefehl an:
„Βαπτίζοντες αὐτοὺς εἰς τὸ ὄνομα τοῦ Πατρὸς καὶ τοῦ Υἱοῦ καὶ τοῦ Ἁγίου Πνεύματος.“ („Taufet sie auf den Namen des Vaters und des Sohnes und des Heiligen Geistes.“)

## Ποῦ κεῖται;
Ποῦ κεῖται;
Pou keitai?
„Wo steht es?“
Typische Frage der Anhänger Epikurs, denen ein gewisser ängstlicher Dogmatismus nachgesagt wurde. Neu gewonnene Erkenntnisse, etwa in der Physik, wurden nicht in die Lehre eingearbeitet. Bei angeblichen „Wundern“ begnügte sich Epikur damit, mehrere „natürliche“ Erklärungen anzubieten, ohne sich für die „richtige“ zu entscheiden.
Der Epikureismus war – neben der Stoa, der Akademie und dem Peripatos – eine der vier großen philosophischen Schulen, die das Geistesleben der nachklassischen Antike maßgeblich bestimmt haben.
Im hellenistischen Literaturbetrieb war die Frage nach Belegen für den guten Sprachgebrauch wichtig. Wegen seiner ständigen Frage „Κεῖται ἢ οὐ κεῖται;“ („Ist es belegt oder ist es nicht belegt?“) erhielt ein Ulpian aus Tyros – wohl Domitius Ulpianus – den Beinamen Keitúkeitos (etwa: Belegtodernicht).
Eine ähnliche Frage („Wo steht das geschrieben?“) verwendet Martin Luther in seinem Kleinen Katechismus und beantwortet sie gleich mit einem Hinweis auf die jeweilige Bibelstelle.

## Προδοσίαν φιλῶ, προδότας δ’ οὐκ ἐπαινῶ.
Ἐγὼ προδοσίαν φιλῶ, προδότας δ’ οὐκ ἐπαινῶ.
Ego prodosian philo, prodotas d’ ouk epaino.
„Ich liebe Verrat, Verräter aber lobe ich nicht.“
Nach Plutarch, Ethika, sagte dies Augustus zu König Rhoimetalkes von Thrakien, der sich damit brüstete, von Marcus Antonius zu ihm übergelaufen zu sein.

## Προκρούστειος κλίνη
Προκρούστειος κλίνη
Prokroustios klinē
„Prokrustesbett“

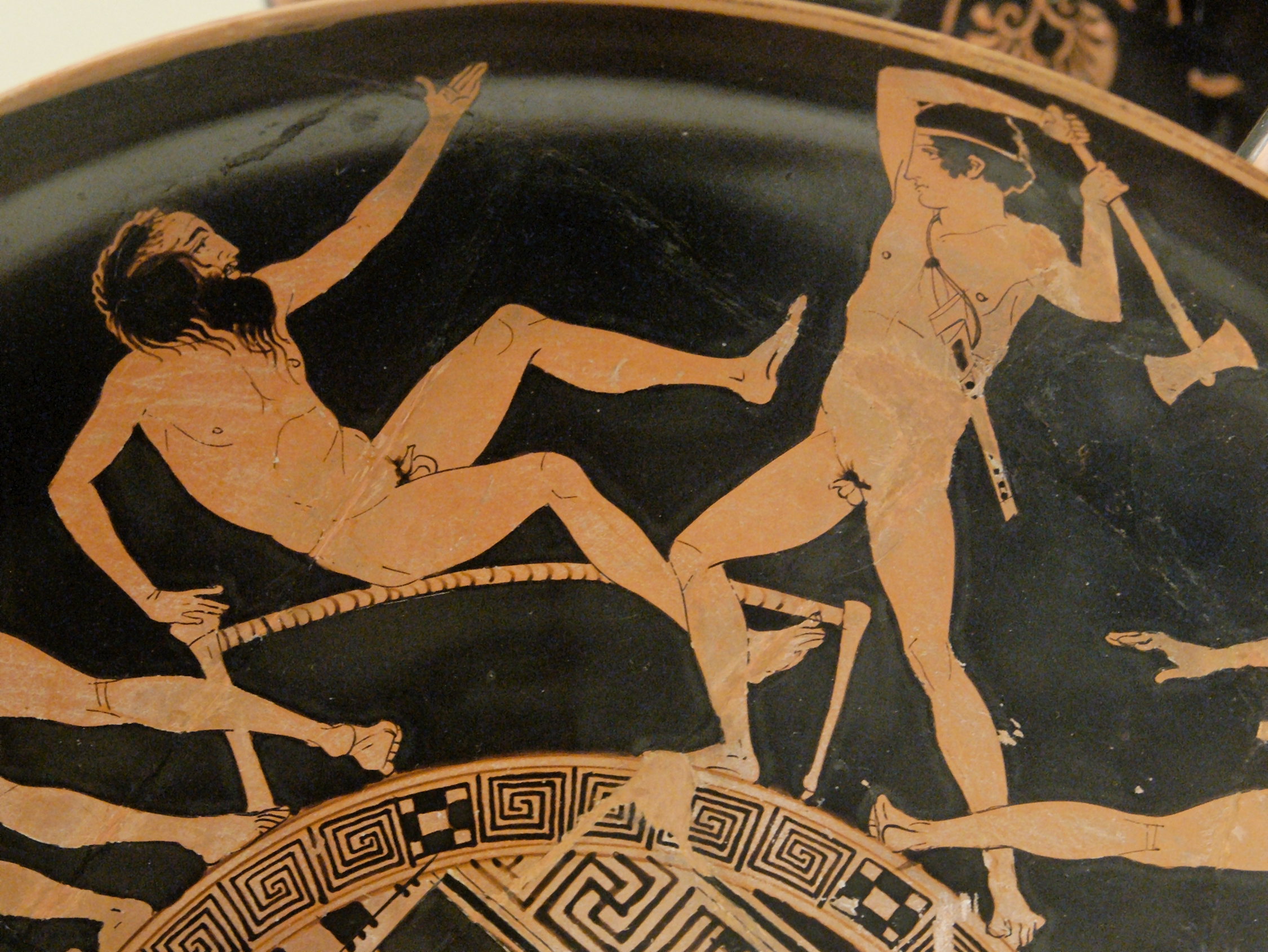
Theseus erschlägt Prokrustes

Prokrustes war der Beiname des Räubers Damastes als Gliederstrecker. Er war ein Riese, von dem der Geschichtsschreiber Diodor in seiner Weltgeschichte berichtet. Der Unhold und Wegelagerer bot Reisenden ein Bett an. War der Wanderer groß, gab er ihm ein kleines Bett und hackte ihm die Füße ab, damit er hineinpasste. War er eher klein, gab er ihm ein großes Bett, zog ihn in die Länge und reckte ihm die Glieder auseinander, indem er sie auf einem Amboss streckte. Sein Handwerk wurde ihm letzten Endes vom Helden Theseus gelegt.
Der Name Prokrustes bedeutet der „Strecker“. Als Prokrustesbett bezeichnet man sprichwörtlich eine nicht oder nur gewaltsam lösbare Zwangslage.

## Προμήκη δὲ τῇ κεφαλῇ καὶ ἀσύμμετρον.

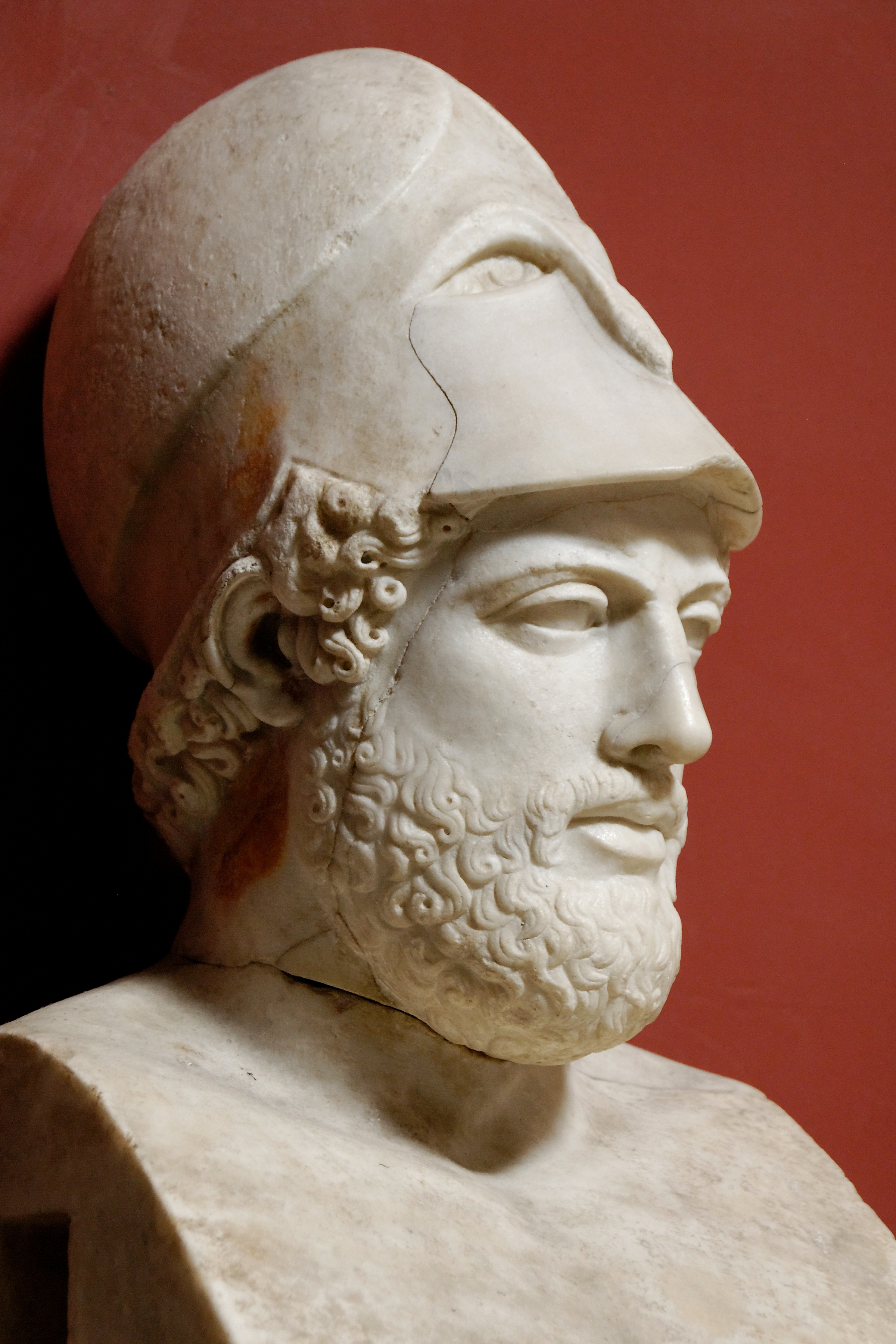
Büste des Perikles mit korinthischem Helm

Προμήκη δὲ τῇ κεφαλῇ καὶ ἀσύμμετρον.
Promēkē de tē kephalē kai asymmetron.
„Sein Kopf (war) lang und ungleichmäßig.“
Beschreibung des athenischen Staatsmannes Perikles, wie sie der Geschichtsschreiber Plutarch überliefert:

«αὕτη κατὰ τοὺς ὕπνους ἔδοξε τεκεῖν λέοντα, καὶ μεθ' ἡμέρας ὀλίγας ἔτεκε Περικλέα, τὰ μὲν ἄλλα τὴν ἰδέαν τοῦ σώματος ἄμεμπτον, προμήκη δὲ τῇ κεφαλῇ καὶ ἀσύμμετρον. ὅθεν αἱ μὲν εἰκόνες αὐτοῦ σχεδὸν ἅπασαι κράνεσι περιέχονται»

„Sie [sc. Agariste] träumte einmal, sie habe einen Löwen zur Welt gebracht. Wenige Tage darnach gebar sie den Perikles. Man fand die Bildung seines Körpers ohne Tadel, nur sein Kopf war unverhältnismäßig lang. Daher kommt es, daß seine Bildsäulen fast alle einen Helm tragen“

Perikles gilt neben Kleisthenes, der ein Onkel seiner Mutter war, als Begründer der (attischen) Demokratie, führte aber Athen in die Katastrophe des Peloponnesischen Kriegs.
Das Bildnis des Perikles mit korinthischem Helm ist eine Büste, die in vier Marmorkopien aus der römischen Kaiserzeit erhalten ist. Perikles ist als reifer Mann mit einem korinthischen Helm dargestellt. Der Helm symbolisiert seine militärische Funktion als Stratege und findet sich auch an anderen ähnlichen Porträts.
Die Haare bei den weit oben liegenden Löchern werden als Hinweis für die lange Kopfform gedeutet, die auch in der attischen Komödie spöttisch aufs Korn genommen wurde. Sein Spitzname war σχινοκέφαλος schinokephalos („Meerzwiebelkopf“).
Diese Anomalie soll der Grund dafür gewesen sein, dass Perikles immer mit einem korinthischen Helm gezeigt wurde, da dieser den hohen Kopf kaschieren sollte.

## Πρώην Γιουγκοσλαβική Δημοκρατία της Μακεδονίας

Republik Mazedonien (seit 2019 Nordmazedonien)
Griechische Region Makedonien

Πρώην Γιουγκοσλαβική Δημοκρατία της Μακεδονίας
Proin Jugoslaviki Dimokratia tis Makedonias
„Ehemalige Jugoslawische Republik Mazedonien“
Die südlichste Teilrepublik Jugoslawiens hieß von 1944 bis 1991 Sozialistische Republik Mazedonien. Griechenland, das das kulturelle Erbe der historischen Region Makedonien beansprucht, erhob niemals Einspruch gegen diese Benennung – nach eigener Darstellung erst aufgrund des Griechischen Bürgerkrieges (1945 bis 1949), später aufgrund geopolitischer Zwänge, die sich durch die Rolle Jugoslawiens im Kalten Krieg ergaben.
Als sich jedoch die jugoslawische Teilrepublik 1991 unter dem Namen Republik Mazedonien (mazedonisch Република Македонија Republika Makedonija) für unabhängig erklärte und zudem für die Nationalflagge das historische Symbol des Sterns von Vergina benutzte (siehe auch Ήλιος της Βεργίνας), entzündete sich der Streit um den Namen Mazedonien. Griechenland befürchtete Gebietsansprüche und verwies auf seine Region Makedonien (Μακεδονία Makedonía). Die Athener Regierung blockierte unter anderem den von der Regierung in Skopje angestrebten Beitritt Mazedoniens zur NATO sowie zur Europäischen Union und verhängte zeitweise ein Embargo.
In der Folge war für viele Jahre der Status quo, dass die Republik Mazedonien im internationalen Verkehr meist die Bezeichnung Former Yugoslav Republic of Macedonia (F.Y.R.O.M.) verwendete (deutsch Ehemalige jugoslawische Republik Mazedonien; die entsprechende Abkürzung EJRM war eher ungebräuchlich). Unter diesem Namen wurde sie auch von den Vereinten Nationen anerkannt.
Es gab immer wieder Versuche, den Konflikt zu lösen. Von Erfolg gekrönt war erst eine Einigung der Regierungschefs beider Staaten im Jahre 2018, nach der sich die Republik Mazedonien in Република Северна Македонија Republika Severna Makedonija (deutsch Republik Nord-Mazedonien bzw. Republik Nordmazedonien) umbenennen solle. Nach entsprechenden formalen Beschlüssen durch beide Parlamente trat diese Namensänderung am 12. Februar 2019 offiziell in Kraft.

## Πρῶτον μὲν γὰρ τρία ἦν τὰ γένη τὰ τῶν ἀνθρώπων.
Πρῶτον μὲν γὰρ τρία ἦν τὰ γένη τὰ τῶν ἀνθρώπων.
Prōton men gar tria ēn ta genē ta tōn antrōpōn.
„Denn zuerst gab es drei Geschlechter von Menschen.“
Mit diesen Worten leitet der Komödiendichter Aristophanes im Gastmahl des Platon die Geschichte der Kugelmenschen ein. Früher habe es demnach drei Geschlechter gegeben:
1. Mann-Männer (Sonnengeschlecht)
2. Frau-Frauen (Erdgeschlecht)
3. Frau-Männer (Mondgeschlecht)

Diese Kugelmenschen hatten je vier Hände und Füße und zwei Gesichter. Sie waren stark und schnell und wurden den Göttern gefährlich. Deswegen zerteilte sie Zeus in zwei Hälften. Seitdem haben die beiden Teile Sehnsucht danach, sich mit dem jeweils anderen Teil wieder zu vereinen. Dieser Drang, sich zu vereinen, wird als Eros bezeichnet.
Mit diesem Mythos erklärt Platon die sexuelle Anziehung zwischen zwei Menschen; die homosexuelle zwischen zwei Männern und zwischen zwei Frauen, und die heterosexuelle zwischen Mann und Frau.

## πρῶτον ψεῦδος
πρῶτον ψεῦδος
prōton pseudos
„erster Irrtum“
Der Begriff stammt von Aristoteles und bezeichnet eine falsche Prämisse. Der erste Irrtum im Sinne von grundlegender Irrtum geht in alle von ihm abgeleiteten Schlussfolgerungen ein.
Hans-Jürgen Westphal verwendet diesen Ausdruck in Una salus victis nullam sperare salutem, wo er sich mit den Mysterien der katholischen Kirche auseinandersetzt:

 „Die Geburt Jesu Christi geschah aber also:

Als Maria, seine Mutter, dem Joseph vertraut

war, erfand sich’s, ehe er sie heimholte, daß

sie schwanger war von dem heiligen Geist.

[…]
‚Ja. Ich gebe das alles zu, auch die Schwäche, die bei unseren Berichten ist, denn Markus berichtet von keiner unbefleckten Empfängnis. Bei ihm geht’s ja gleich mit Johannes dem Täufer und seinem Getaufe los.‘ […]

Ich ließ sie einen Moment stehen, die ‚Schöne Madonna‘ mit dem Gott auf dem Arm und die vier Evangelisten darunter. Sie warteten demütig. Dann sprach ich den kurzen und für sie alle sehr schmerzvollen Richterspruch: ‚Proton pseudos!‘ Sie begannen sofort miteinander zu debattieren. Wild redeten sie durcheinander. Sich gegenseitig behinderndes Gestikulieren. Sogar Füßestampfen. Ich hörte dennoch, was sie da sagten. Zum Beispiel rief Markus immer wieder: ‚Er weiß es, er weiß es! Proton pseudos - Erster Irrtum, Er weiß es!‘. […] Maria achtete das nun für sie entstandene Problem gering. Johannes redete aufgeregt mehr für sich: ‚Erster Irrtum, in dem Sinne: grundlegender Irrtum. Das sagte schon Aristoteles. Erste Analytik 2, 18. 66 a 16: ‚Die irrige Schlußfolgerung ergibt sich entsprechend einem >ersten Irrtum< (in einer der beiden Voraussetzungen)‘. Der ‚erste Irrtum‘ geht in alle unmittelbar oder auch mittelbar von ihm abgeleiteten Schlußfolgerungen ein; er kann so – bei einwandfreiem Schlußverfahren – zu  zahlreichen weiteren entsprechenden Irrtümern führen. Er führt dazu. Ja, er weiß es, er weiß es.‘“ 

## πρῶτος μεταξὺ ἴσων
πρῶτος μεταξὺ ἴσων
prōtos metaxy isōn
„Erster unter Gleichen“
Lateinisch: primus inter pares
Der Begriff wurde unter Kaiser Augustus eingeführt, um seine Stellung im römischen Staatsgefüge zu beschreiben. Er wollte damit seine Unterordnung unter die republikanischen Institutionen unterstreichen; de facto jedoch war er unumschränkter Herrscher.

## πύξ, λάξ, δάξ

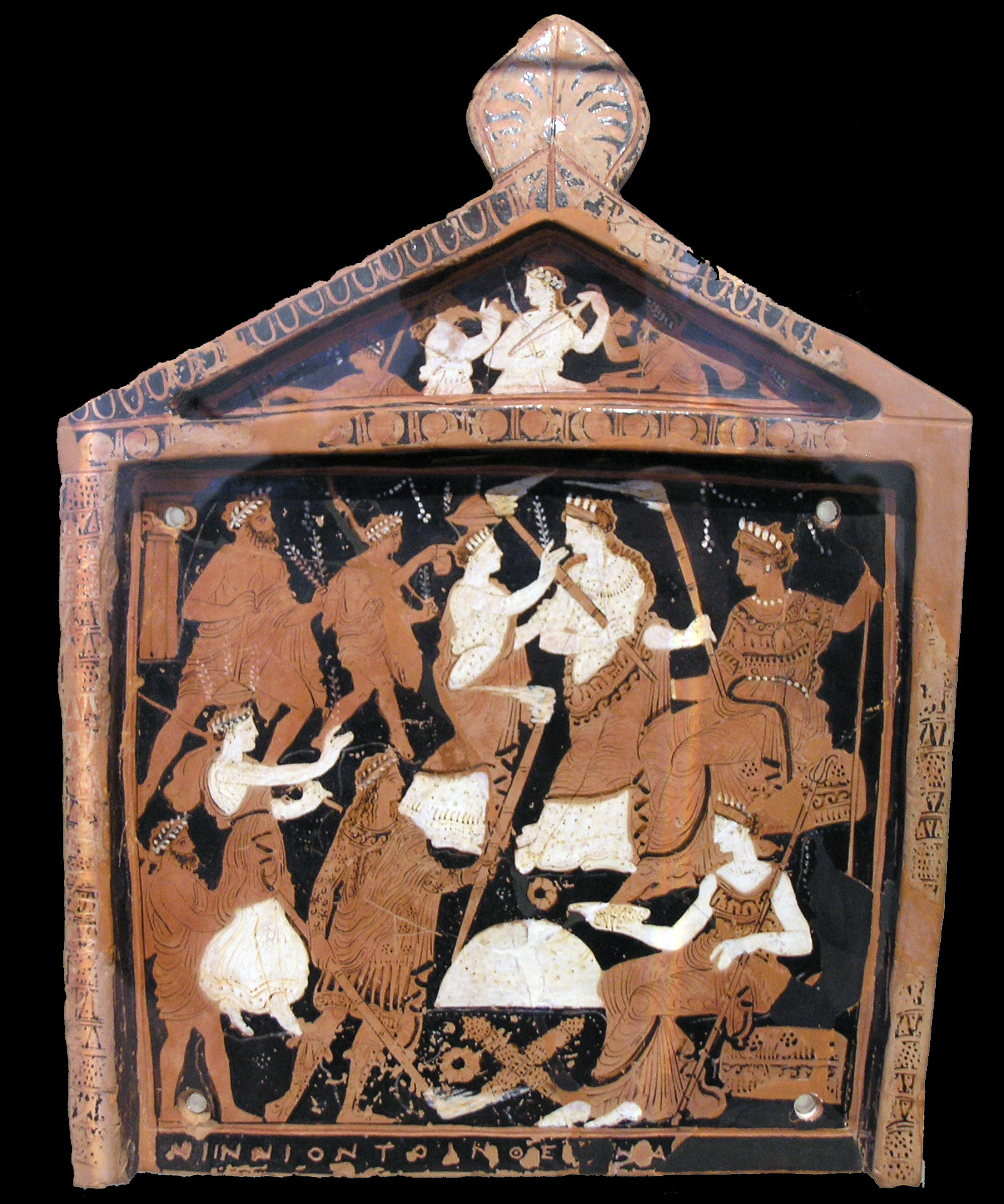
Demeter und Persephone bei den eleusinischen Mysterien

πύξ, λάξ, δάξ
pyx, lax, dax
„mit der Faust, mit Fußtritten und mit Beißen“
Grundsatz der Priester bei den eleusinischen Mysterien, dem zufolge man diejenigen, die nichts von diesen Mysterien verstanden, rabiat aus dem Tempel der Göttin Demeter vertreiben sollte:
- πύξ pyx zu πυγμή pygme „Faust“
- λάξ lax zu λάκτισμα laktisma „Fußtritt“
- δάξ dax zu δαγκωματιά dankomatia „Beißen“

Die Teilnehmer der Mysterienfeiern mussten die Geschehnisse bei der Androhung der Todesstrafe geheim halten und wurden dadurch zu einem exklusiven Zirkel geeint. Die Mysterien basieren auf der Legende um Demeter und ihre Tochter Persephone, die durch Hades entführt wurde. Während Demeter nach ihr suchte, vernachlässigte sie ihre Pflichten und die Erde gefror. Am Ende gelang es ihr, Persephone zurückzuholen und es wurde Frühling.
Die Worte πύξ καὶ λάξ (mit Faust und Fuß, das heißt bis zum k. o.) sind ein oft verwendeter Ausdruck in den Kampfberichten des Dichters Homer und Πυξ Λαξ (Pyx Lax) ist heute der Name einer griechischen Band.

## Πύρρειος νίκη
Πύρρειος νίκη
Pyrrheios nikē
„Pyrrhussieg“
Der Begriff geht auf Pyrrhus, den König von Epirus, zurück, der nach seinem Sieg über die Römer in der Schlacht bei Asculum im Jahr 279 v. Chr. zu einem Vertrauten gesagt haben soll:
„Noch so ein Sieg, und wir sind verloren!“
Pyrrhus wandte sich aufgrund eines Hilfegesuchs der griechischen Stadt Tarent nach Italien und setzte mit einem etwa 30.000 Mann starken Heer, zu dem auch 20 Kriegselefanten gehörten, über. Dort errang er im Pyrrhischen Krieg gegen Rom mehrere Siege, die jedoch mit hohen Verlusten verbunden waren – so schwer, dass er schließlich die Besiegten um Frieden bitten musste. Diese Bitte wurde vom römischen Senat abgewiesen.
Daher kommt der Ausdruck Pyrrhussieg für eine Schlacht, in welcher der anfänglich Besiegte dennoch siegt.
Ein anderer Begriff, der damit zusammenhängt, ist Askulanische Schlacht (lateinisch Asculana pugna), weil die Schlacht bei Asculum, dem heutigen Ascoli Satriano, stattfand.